# Stadtpfarrkirche Steyr

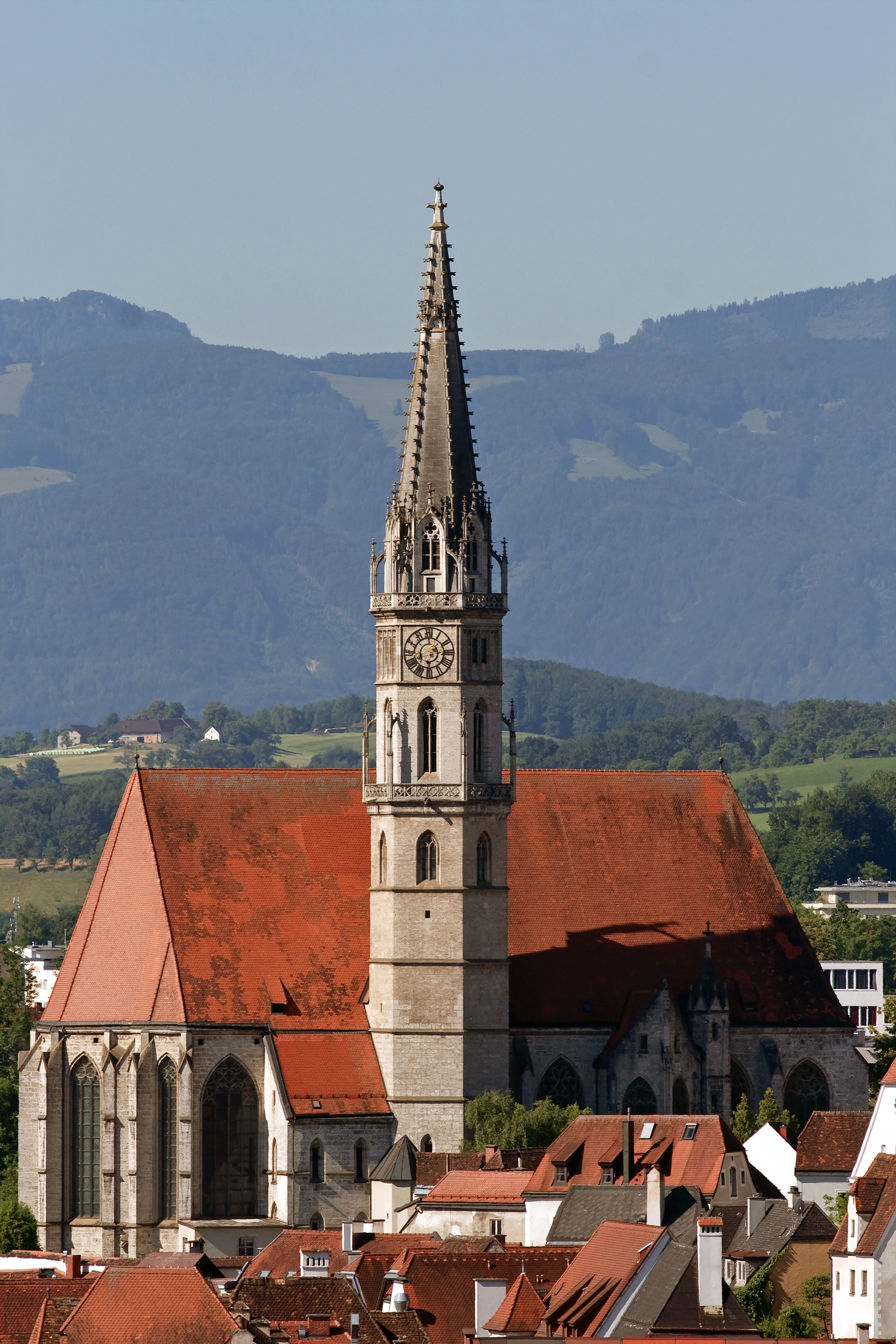
Ansicht vom Tabor aus

Die römisch-katholische Stadtpfarrkirche Steyr ist dem Heiligen Ägidius und dem Heiligen Koloman geweiht. Sie wurde im 15. Jahrhundert in gotischem Stil errichtet und ist das bedeutendste Sakralgebäude der Stadt Steyr (Oberösterreich).

## Geschichte

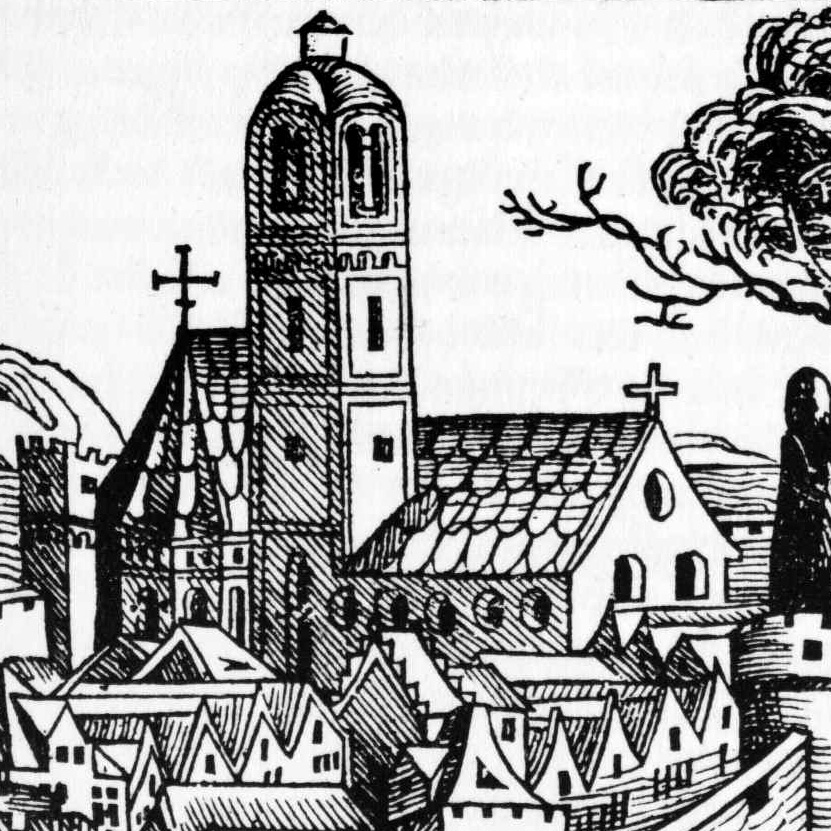
Vermutliche Ansicht während des gotischen Umbaus. Schedelsche Weltchronik, Ausschnitt aus Bl. CCLXXVI

Nach Manfred Brandl, der die frühe Entwicklung der Stadt Steyr untersuchte, lässt sich die Geschichte des ersten Kirchenbaues von Steyr bis etwa 1100 zurückverfolgen. Die namentliche Sicherstellung der Kirche erfolgt 1275 in Zusammenhang mit einem Besitzstreit. Bei einem Stadtbrand 1303 wurde die Kirche in Mitleidenschaft gezogen. Der Histograph Valentin Preuenhueber berichtet, dass um 1300 die Filialkirche zur Pfarre erhoben wurde.

Chorgrundriss, Gewölbeentwurf von Laurenz Spenning

Der wirtschaftliche Aufschwung der Stadt im 15. Jahrhundert und die dadurch rasch wachsende Gemeinde bewirkten einen vollständigen Neubau der bestehenden Stadtpfarrkirche St. Ägidius und Koloman. 1443 wurde der Wiener Dombaumeister Hans Puchsbaum mit dem Neubau der spätgotischen Kirche beauftragt, unter dessen Leitung der Rohbau des Chores fertiggestellt wurde. Nach dem Tode von Puchsbaum übernahm ab 1456 sein Nachfolger Laurenz Spenning die Einwölbung des Chores und den Einbau des Turms, der in dieser Form zunächst nicht vorgesehen war. Gegen den nach 1477 am Bau des Langhauses beteiligten Mert Kranschach wurde 1482 eine Anklage wegen Veruntreuung von Geldern erhoben und statt seiner die Weiterführung des Baus dem Vorsitzenden der Admonter Bauhütte, Wolfgang Tenk, übertragen, dem nach seinem Tode 1513 Hans Schwettichauer folgte.
1522, im 79. Jahr nach dem Baubeginn des Chores (also nicht schon im Jahre 1479!), brannte, wie der Steyrer Chronist Valentin Preuenhueber schreibt, der noch nicht fertiggestellte und für die Wölbung vorbereitete Kirchenbau während des Stadtbrands von Steyr nieder. Ein im Stadtbad (Stadt-Baad) ausgebrochenes Feuer habe nicht nur die umliegenden Häuser zerstört, sondern sei durch „starken Wind“ auch zur Pfarrkirche getragen worden: Da gerieth dieses Feuer ins Holz und Gerüste, und verbrannte dadurch alles, das Dach in der Kirchen, die meisten Altäre, alte Epitaphia, Fenster und Gemählde; der sehr schöne und mit kunstreichen Wercken gezierte Predigt-Stuhl; Alle mit grossen Unkosten angeschaffte Glocken […]
In der zweiten Hälfte des 16. Jahrhunderts wirkten an der Stadtpfarrkirche Steyr evangelische Prediger, nachdem die Bürger der Stadt zur Lehre Martin Luthers gewechselt hatten. In den fünfzig Jahren der evangelischen Einflussnahme entstand die westliche Vorhalle, die bis an die Stadtmauer reichte. Um die Wende zum 17. Jahrhundert beherrschten Benediktinermönche aus Garsten die weitere Entwicklung der Stadtpfarrkirche. Es kam zur Barockisierung der Kirche. 1630 erhielt der Westteil der Kirche ein Stichkappengewölbe, 1655 entstand das Kirchengestühl und 1688 schuf Carl Ritter von Reslfeld das Altarbild für den Hochaltar. Nach der Aufhebung des Stiftes Garsten übernahmen Linzer Diözesanpriester die Seelsorge.
Adalbert Stifter förderte als Denkmalpfleger des Landes die neugotische Überarbeitung des Inneren. Die barocke Ausstattung wurde dabei weitgehend entfernt, um dem gotischen Charakter der Formensprache zu entsprechen. Nach dem Brand des Turmhelmes 1876 wurde nach Plänen des Wiener Dombaumeisters und dem Erbauer des Wiener Rathauses Friedrich von Schmidt der heutige neugotische Aufsatz 1889 aus Steinquadern ausgeführt. Das alte Kreuz ist seit 1961 am Kirchturm aufgestellt. Das Kriegerdenkmal an der Außenseite der westlich gelegenen Vorhalle entwarf Franz Koppelhuber, die Bronzefigur des Erzengels Michael ist ein Entwurf Josef Franz Riedels, ihre Herstellung übernahm Adolf Wagner von der Mühl. Die feierliche Enthüllung war am 7. Mai 1933. Seit 1982 erinnert ein vor dem Denkmal aufgestellter Kubus des lokalen Steinmetzes Helmut Buric auch an die Opfer des Zweiten Weltkrieges.
In den Jahren 1983 bis 1993 wurde die Kirche außen restauriert und das Erscheinungsbild der ehemaligen Friedhofsmauer mit den vielen Epitaphen verbessert. Nach Bestandsaufnahmen ab 2007 begann die Innenrestaurierung 2009/10. Diese betraf die Sakristei, die Glasfenster, den historischen Dachstuhl und die gotischen Joche. Der Innenraum erhielt, wie schon im 19. Jahrhundert, eine Färbelung in Weiß- und Gelbtönen. Diese Arbeiten waren bis Ende November 2015 vorerst abgeschlossen.

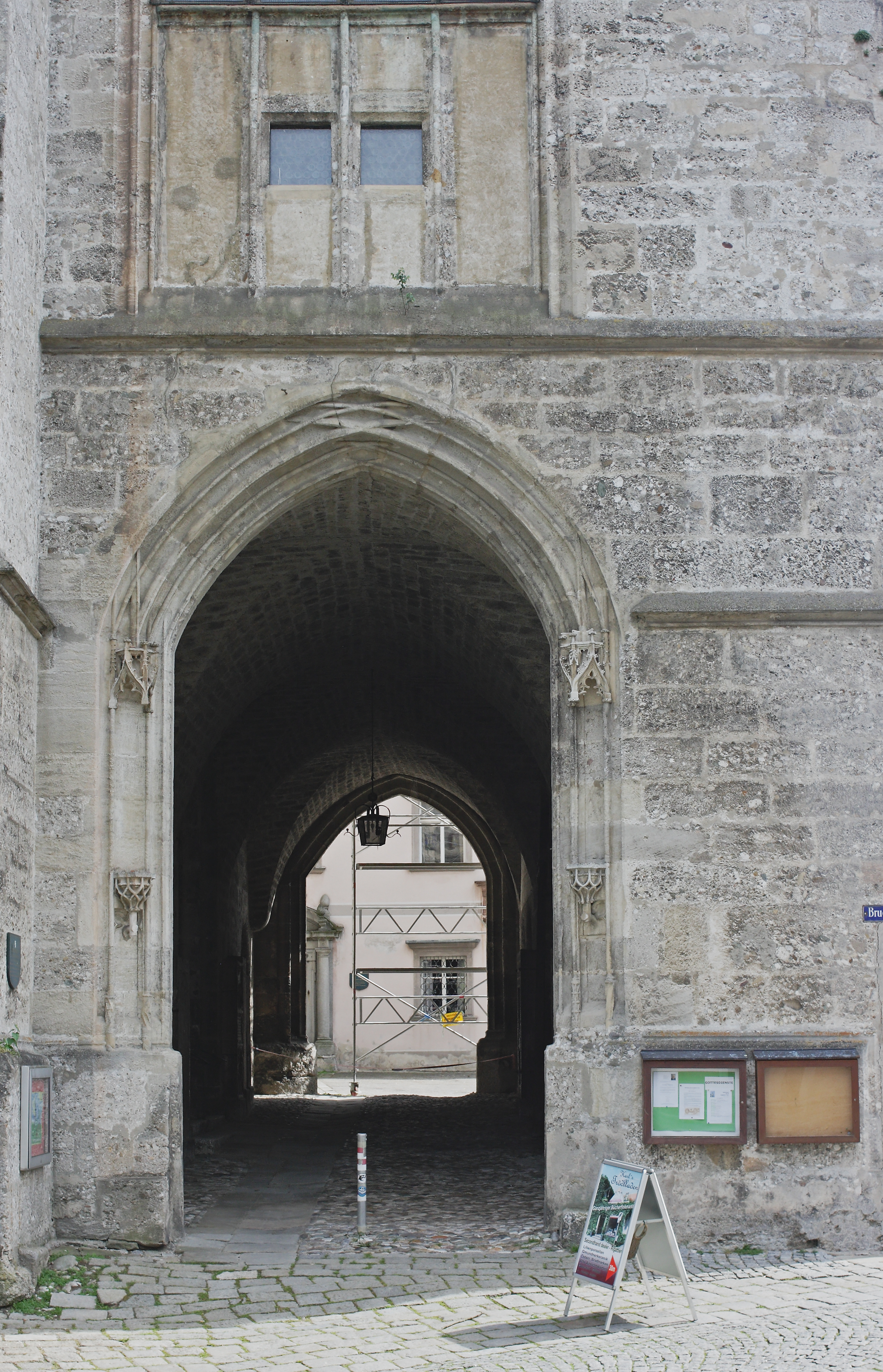
Die westliche Vorhalle
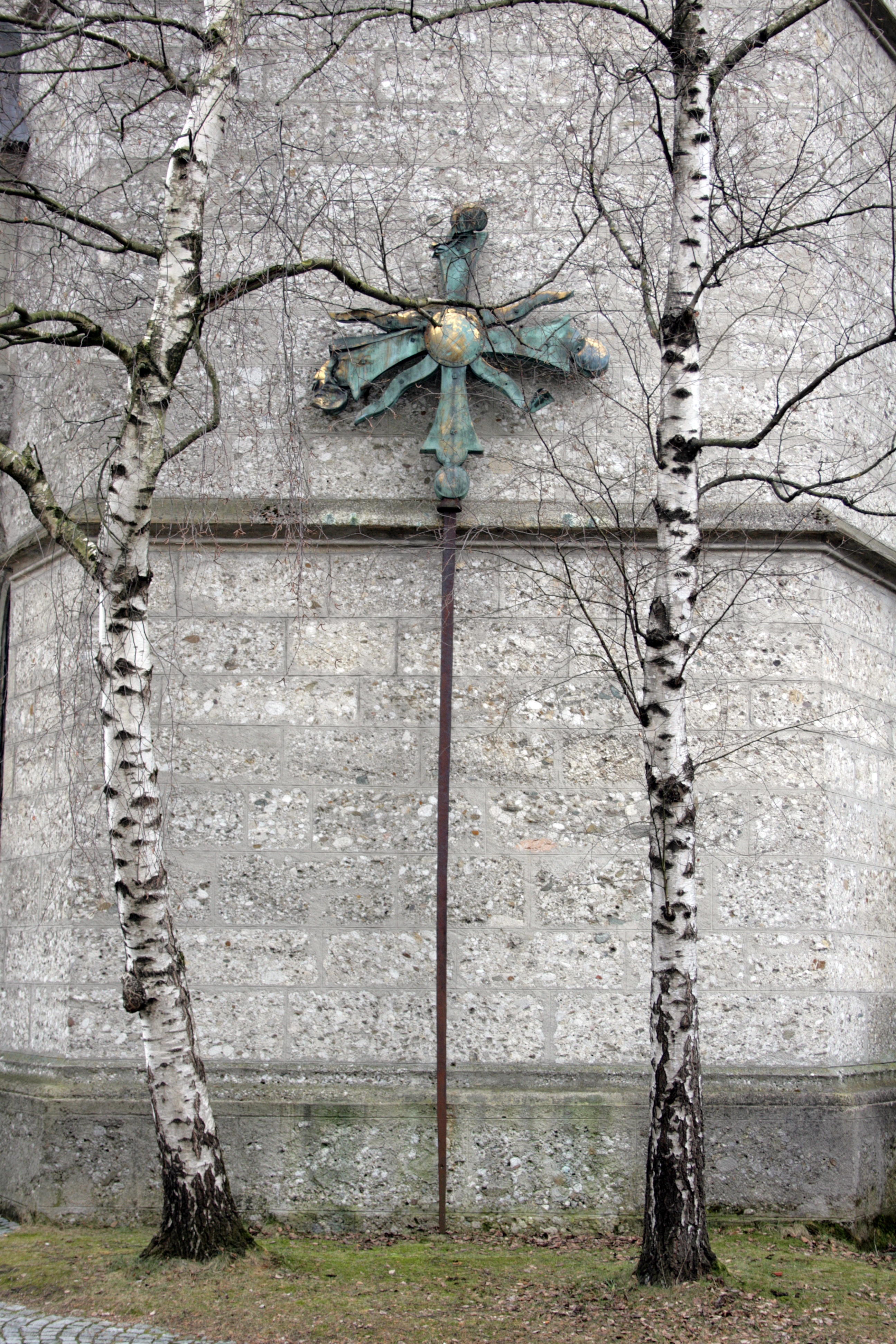
Das alte Turmkreuz
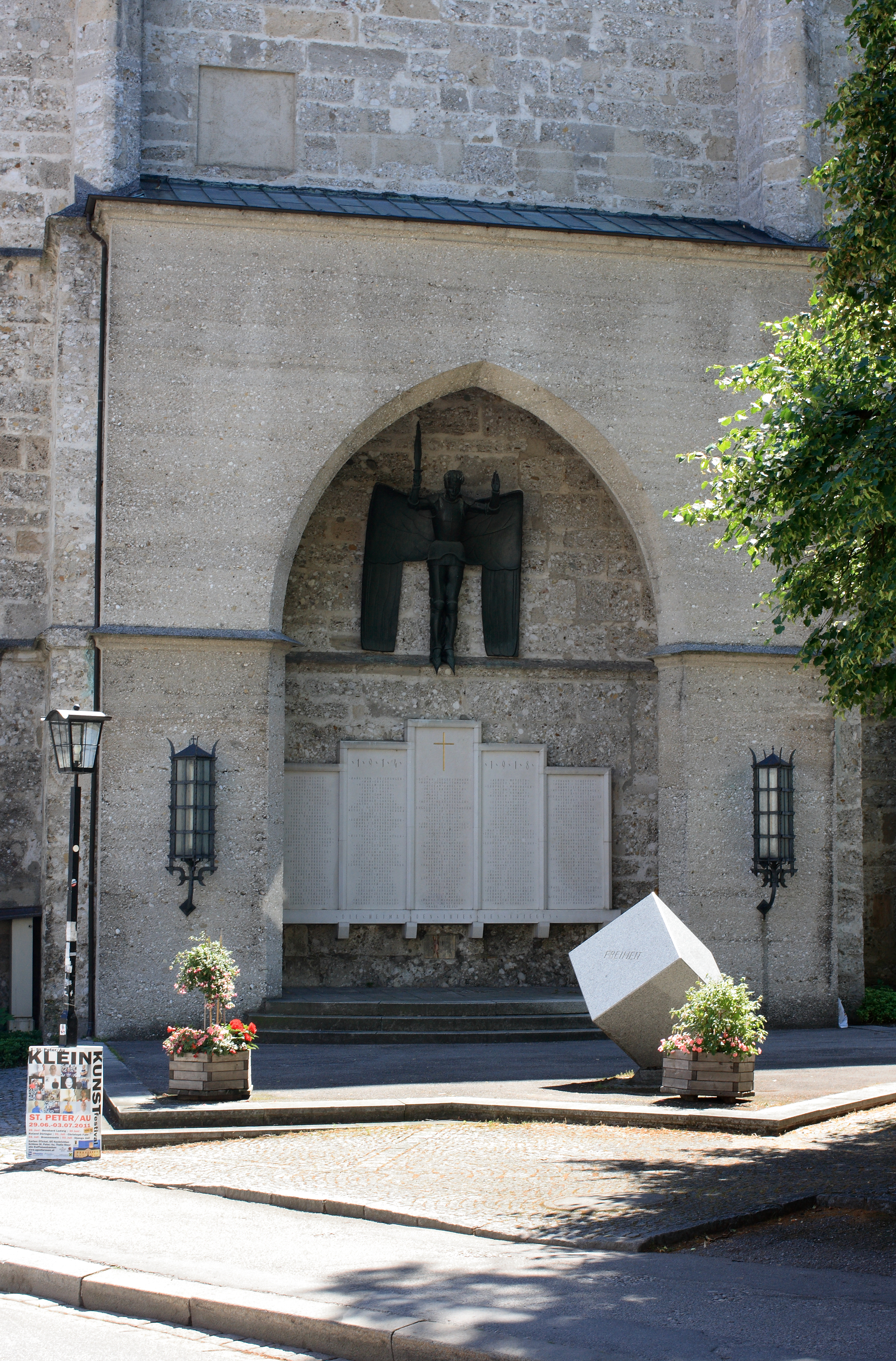
Das Kriegerdenkmal
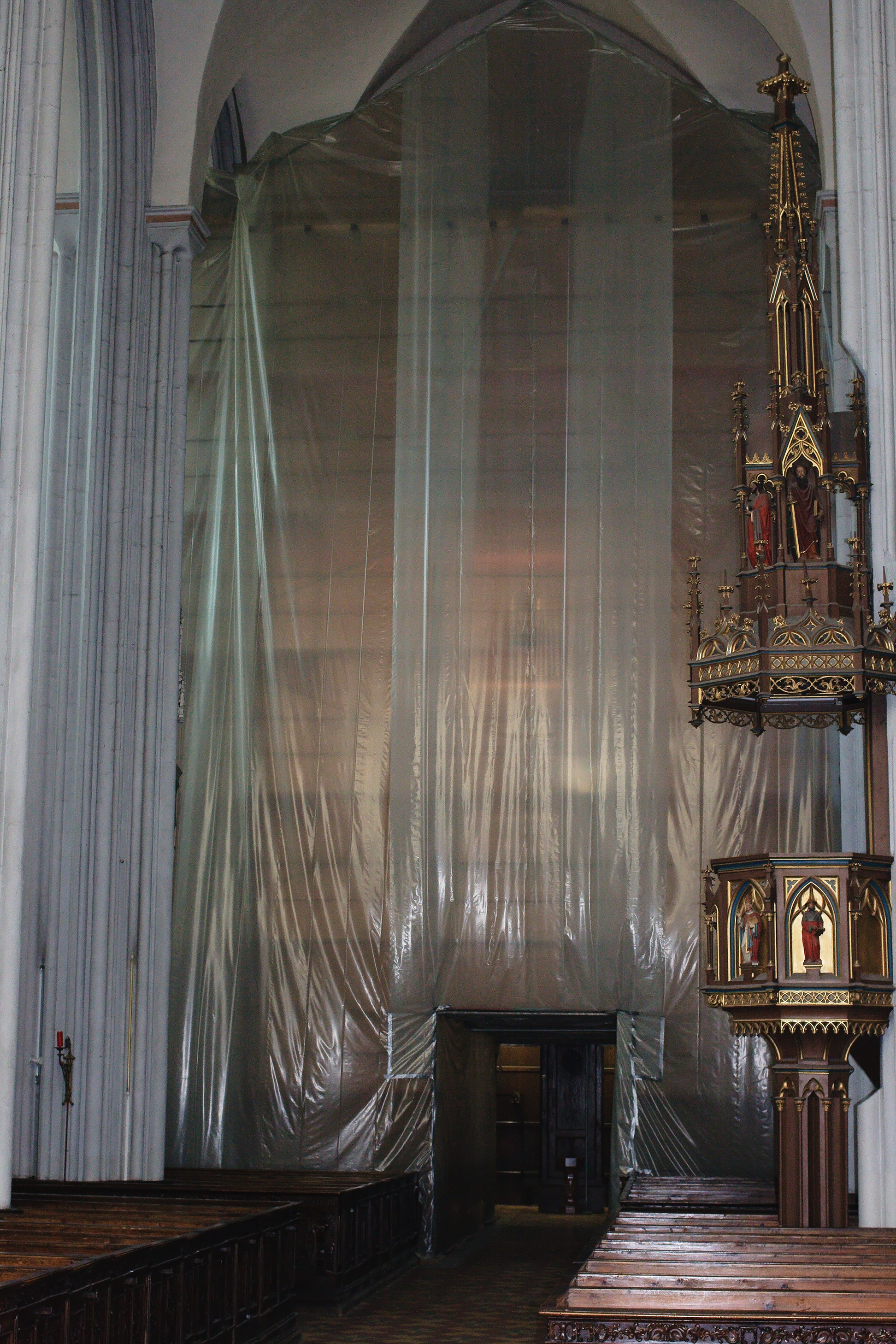
Gerüst im hinteren Mittelschiff, Eingangsbereich (Juli 2013)
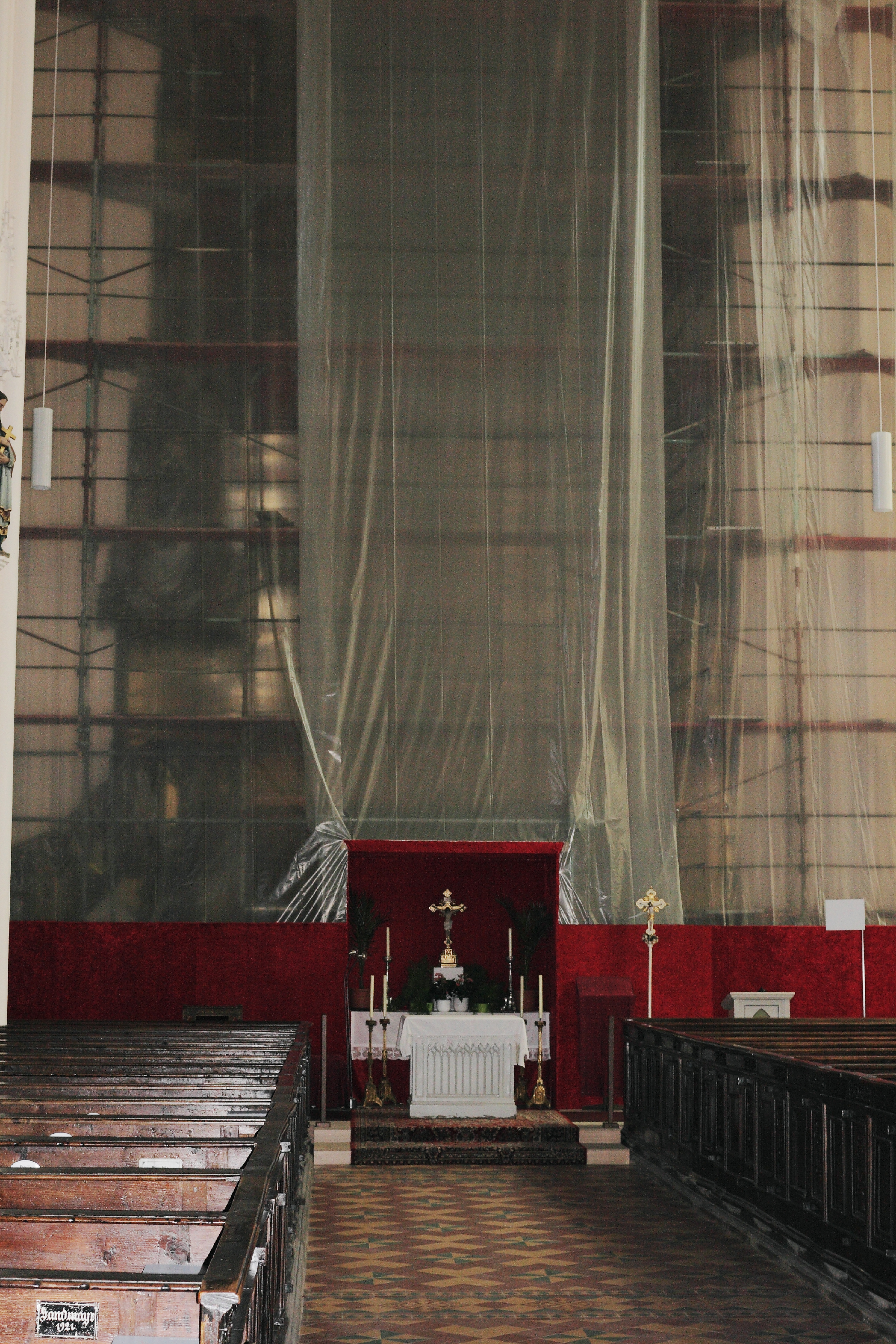
Gerüst im Mittelschiff beim Ansatz des gotischen Gewölbes (Juli 2015)

### Anton Bruckner
Ab 1884 hielt sich Anton Bruckner den Sommer über in Steyr auf und wohnte im Alten Pfarrhof. Dort komponierte er 1886 bis 1894 Teile der 8. und 9. Sinfonie, daran erinnert eine 1908 angebrachte Gedenktafel. Auf Bruckner geht auch der Umbau der damaligen, aus den Jahren 1774 bis 78 stammenden Chrismannorgel zurück.
Das Brucknerdenkmal vor der Kirche stammt aus dem Jahr 1898 – Steyr setzte damit dem Komponisten das erste Denkmal. Die Büste führte Victor Tilgner aus, den Sockel und das übrige Beiwerk Fritz Zerritsch. Während des Zweiten Weltkriegs wurde das Denkmal entfernt und im September 1945 wieder aufgestellt.

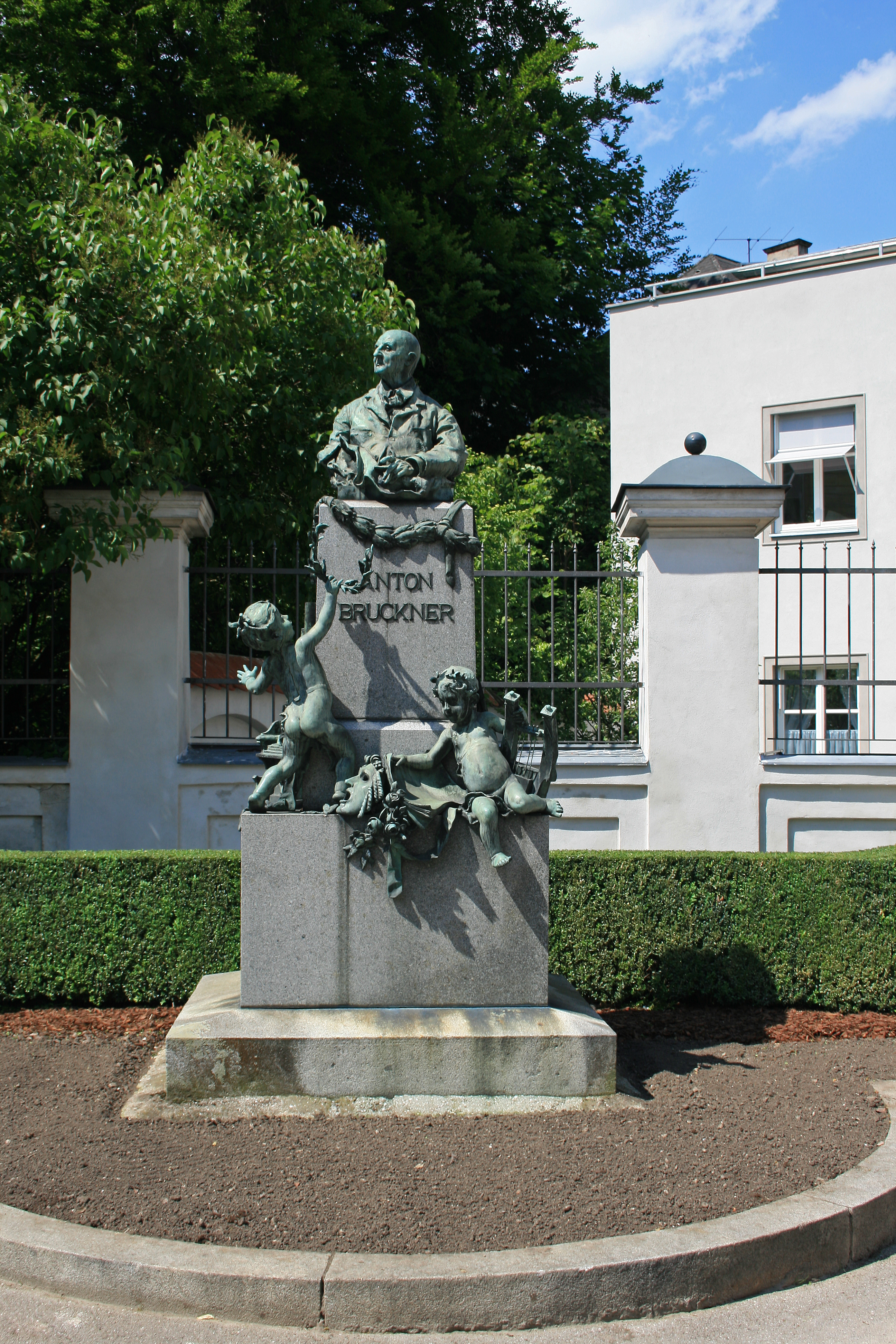
Büste am Brucknerplatz
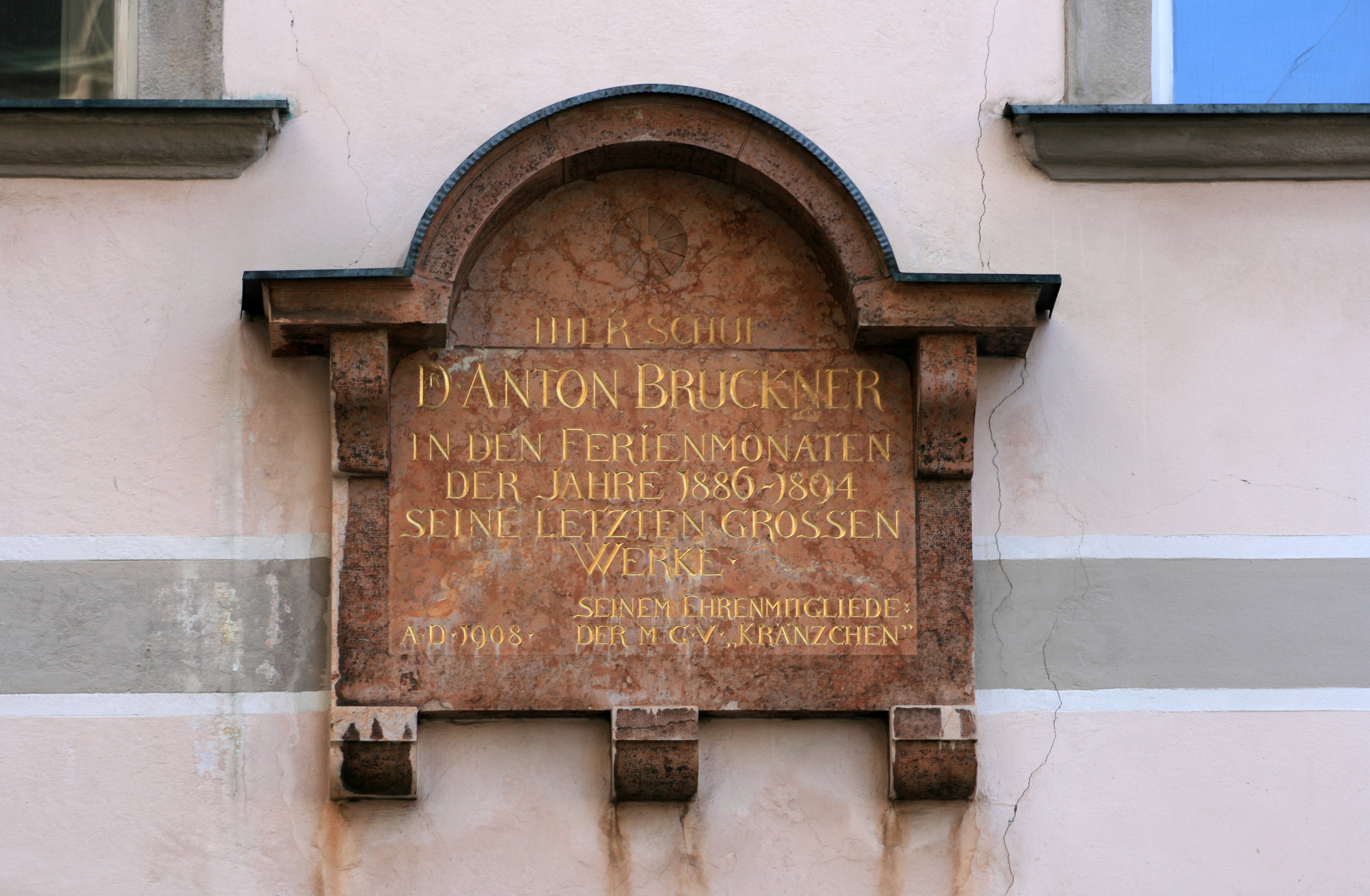
Gedenktafel am Alten Pfarrhof, direkt gegenüber der Kirche
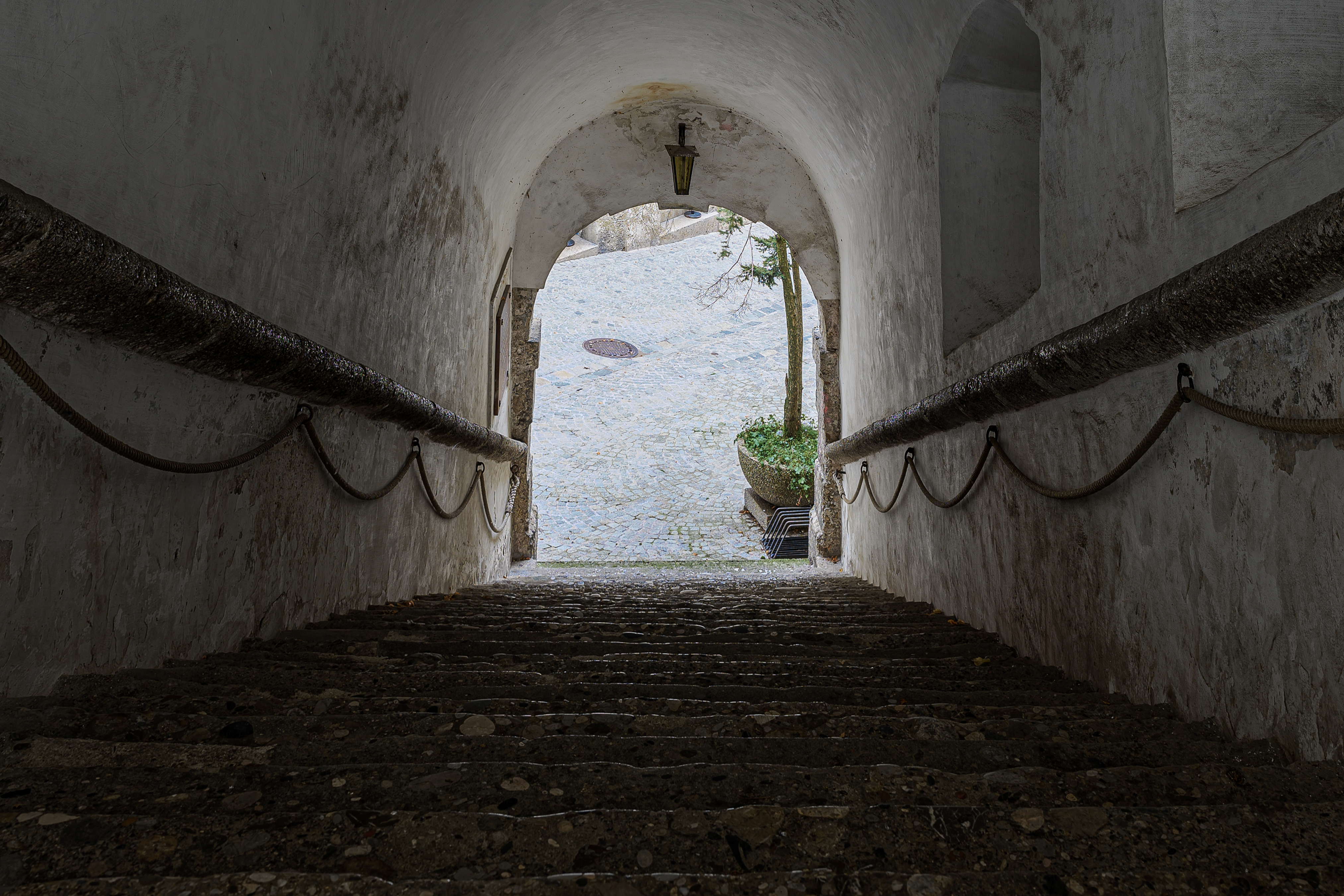
Brucknerstiege
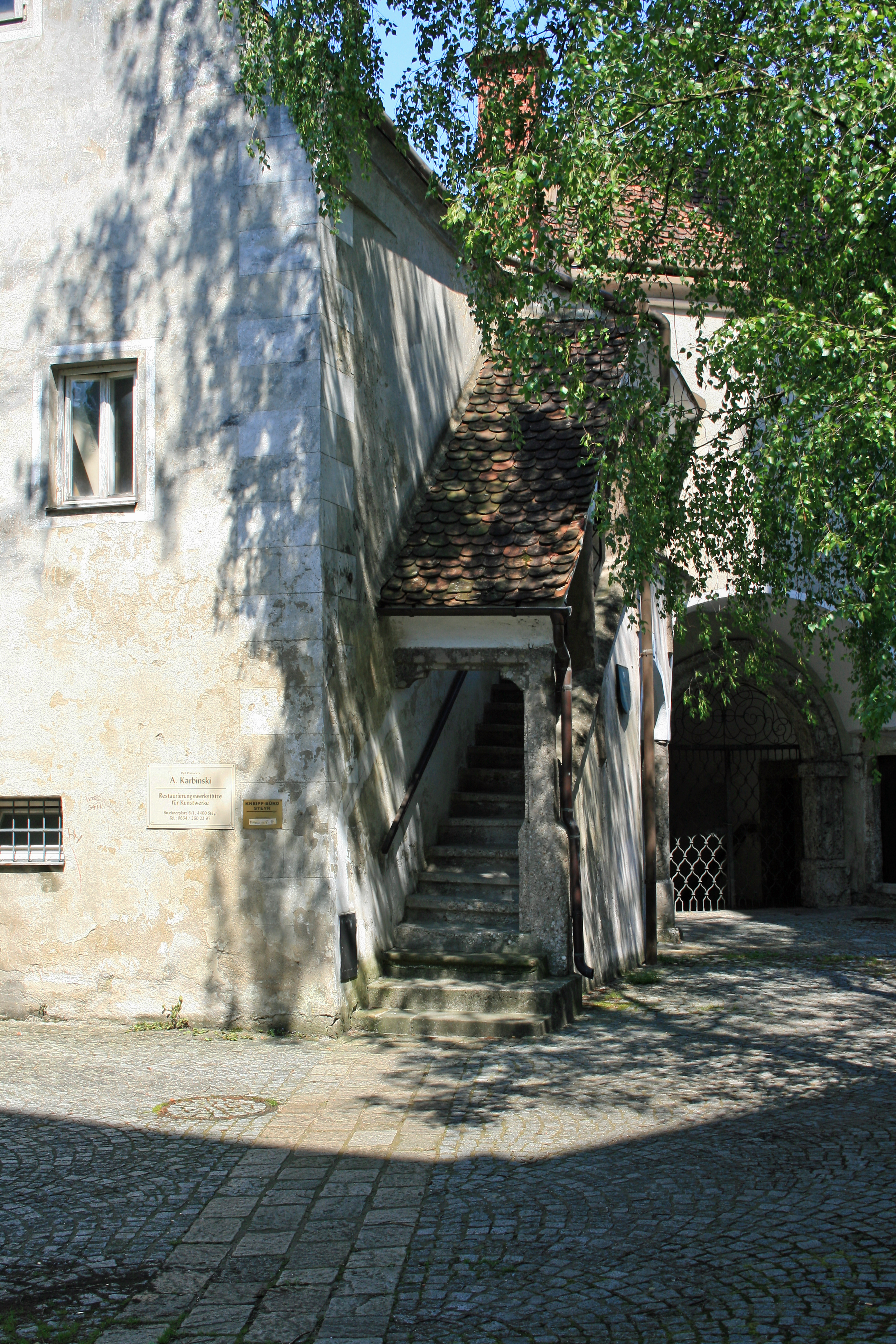
Das Mesnerhaus mit der Brucknerstiege

## Baubeschreibung

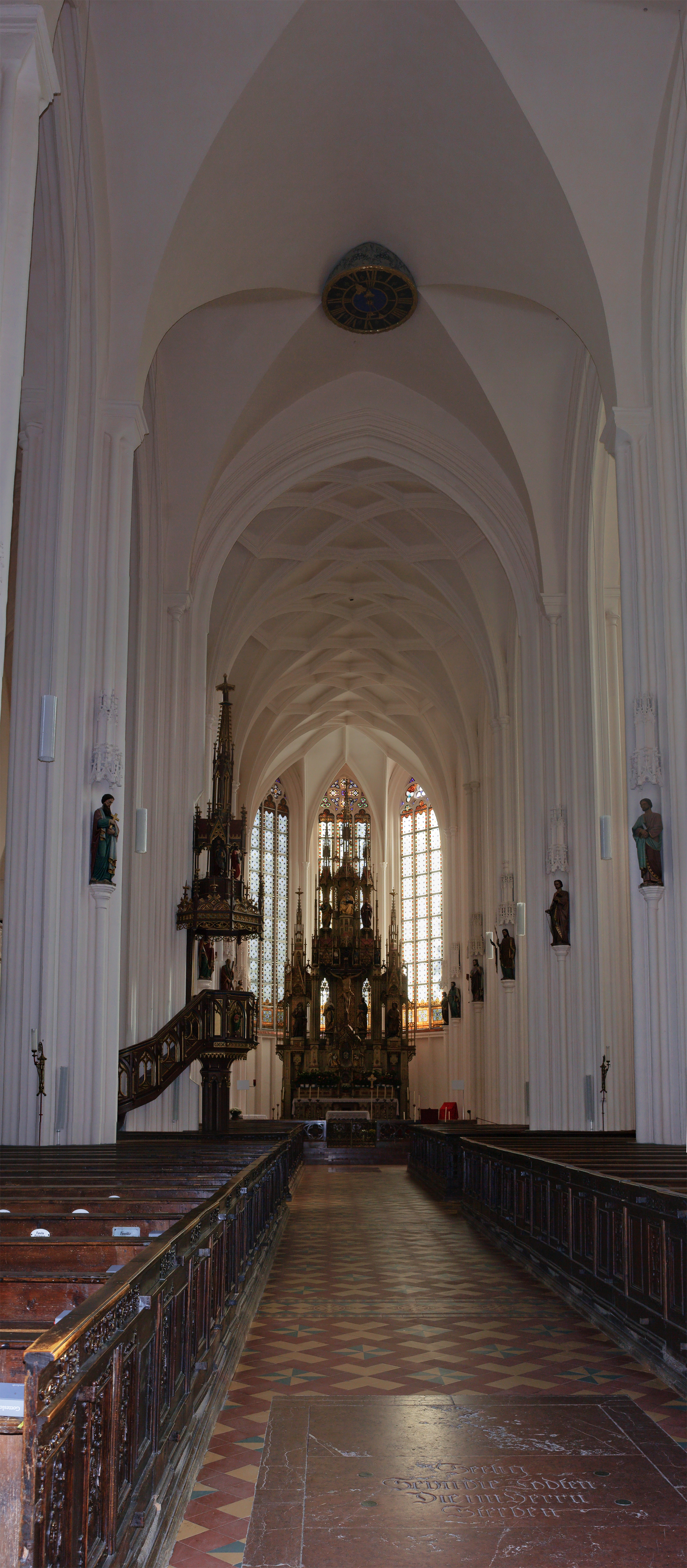
Das Mittelschiff mit Blick zum Hochaltar

Der Eintritt in die Kirche über die dunkle Vorhalle in die sich weit öffnende erhabene gotische Konstruktion des Innenraumes, lässt den baukünstlerischen und kunsthistorischen Reichtum der Anlage erahnen. Besonders eindrucksvoll stellt sich die Konzeption des Altarraumes von Hanns Puchspaum dar.
Die dreischiffige Hallenkirche mit fast gleich breiten Seitenschiffen besitzt kein Querhaus. Das 4-jochige Langhaus mit dem westlichen Emporenjoch im Mittelschiff ist mit einer spitzen Stichkappentonne überwölbt, die Seitenschiffe tragen Kreuzgewölbe. An das Langhaus schließt übergangslos der dreischiffige, dreijochige Chor mit einem reichen Netzrippengewölbe. Die Chorabschlüsse sind im Mittelschiff mit einem 5/8, in den Seitenschiffen mit einem 3/8 Schluss ausgeführt. Durchgehende Bündelpfeiler mit Statuenkonsolen tragen die Einwölbung des Hauses.
Der 80 Meter hohe sechsseitige Nordturm verbindet Langhaus und Chor. Er trägt einen neugotischen Turm und strebt von einer sternrippengewölbten Turmhalle in die Höhe. Am Chor bilden reich abgetreppte Strebepfeiler ein statisches Tragwerk. Der quer gelagerte Westbau nimmt die breite Durchgangshalle, die 1522 errichtet wurde, auf. Von ihr führen zwei Eingangstore in den Kirchenraum mit der Orgelempore im Obergeschoß. Die Eingangstore sind von Vorhangbogen in Rundbogen eingeschrieben. In den zwei westlichen Jochen des nördlichen Seitenschiffes tragen Konsolen eine Empore.
An der nördlichen Kirchenaußenseite, zur Pfarrgasse gerichtet, liegt eine fünfseitige Vorhalle mit Doppelportal mit einem netzrippengewölbten Baldachinvorbau. Die abgetreppten reich profilierten spitzbogigen Tore werden von Türrahmungen mit Vorhangbogen gefasst. Über dem linken Portal befindet sich ein Tympanonrelief aus Aflenzer Kalksandstein von um 1526 mit Tod und Krönung Mariens. Der Raum über dem rechten Portal ist leer. In den baldachinbekrönten Nischen stehen Sandsteinfiguren der Heiligen Agnes, des hl. Jakob und der hl. Dorothea, (ebenfalls Aflenzer Kalksandstein) diese sind um 1410 entstanden und dem Meister von Großlobming zugeschrieben. Die Figur des hl. Johannes ist eine neugotische Arbeit Franz Erlers von 1900. Weitere Eingänge bilden zwei gotische Südtore. Das westliche befindet sich in einer netzrippengewölbten Vorhalle, das östliche führt zum Chor und besitzt ebenfalls eine Vorhalle.

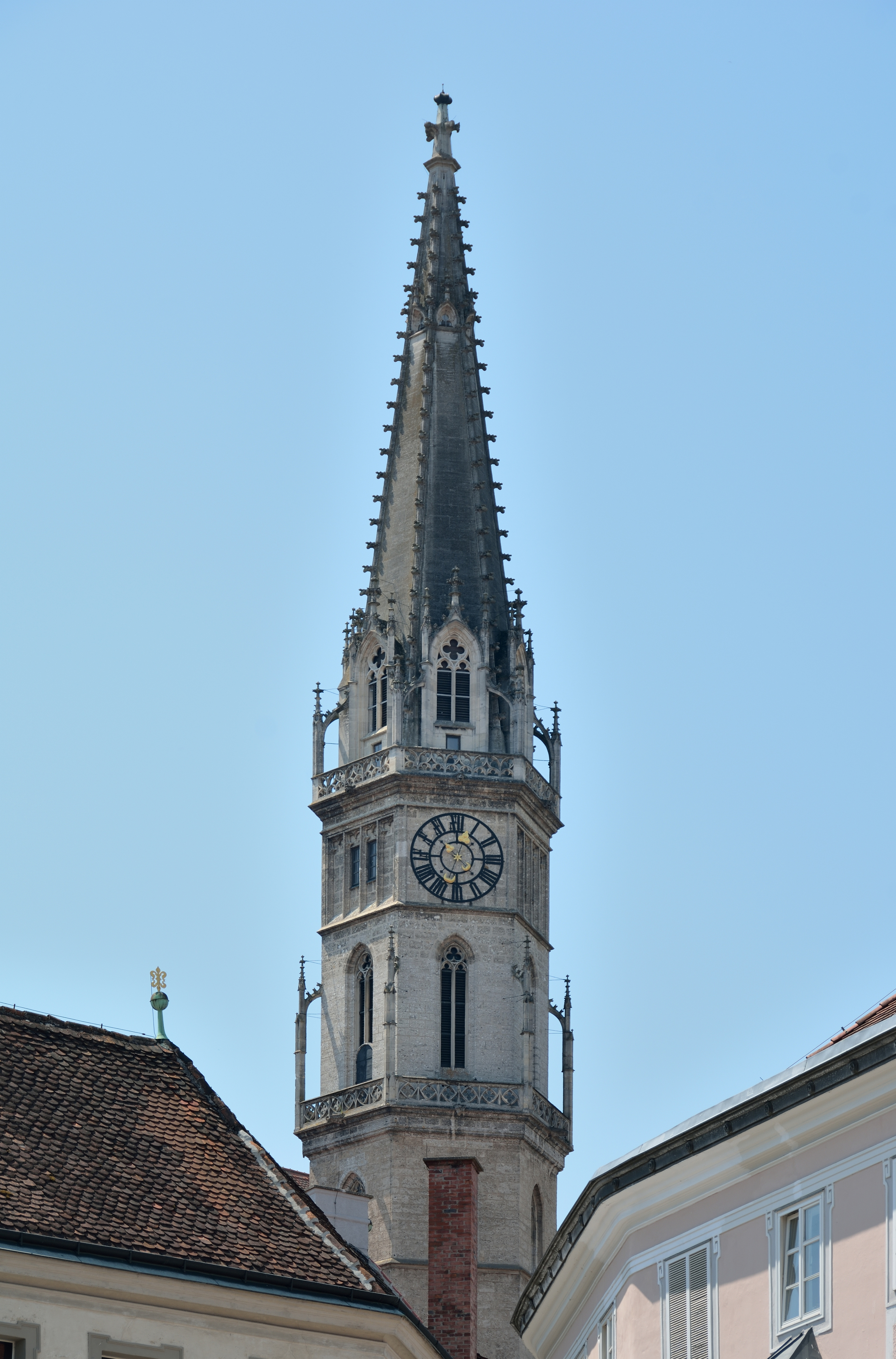
Der Nordturm
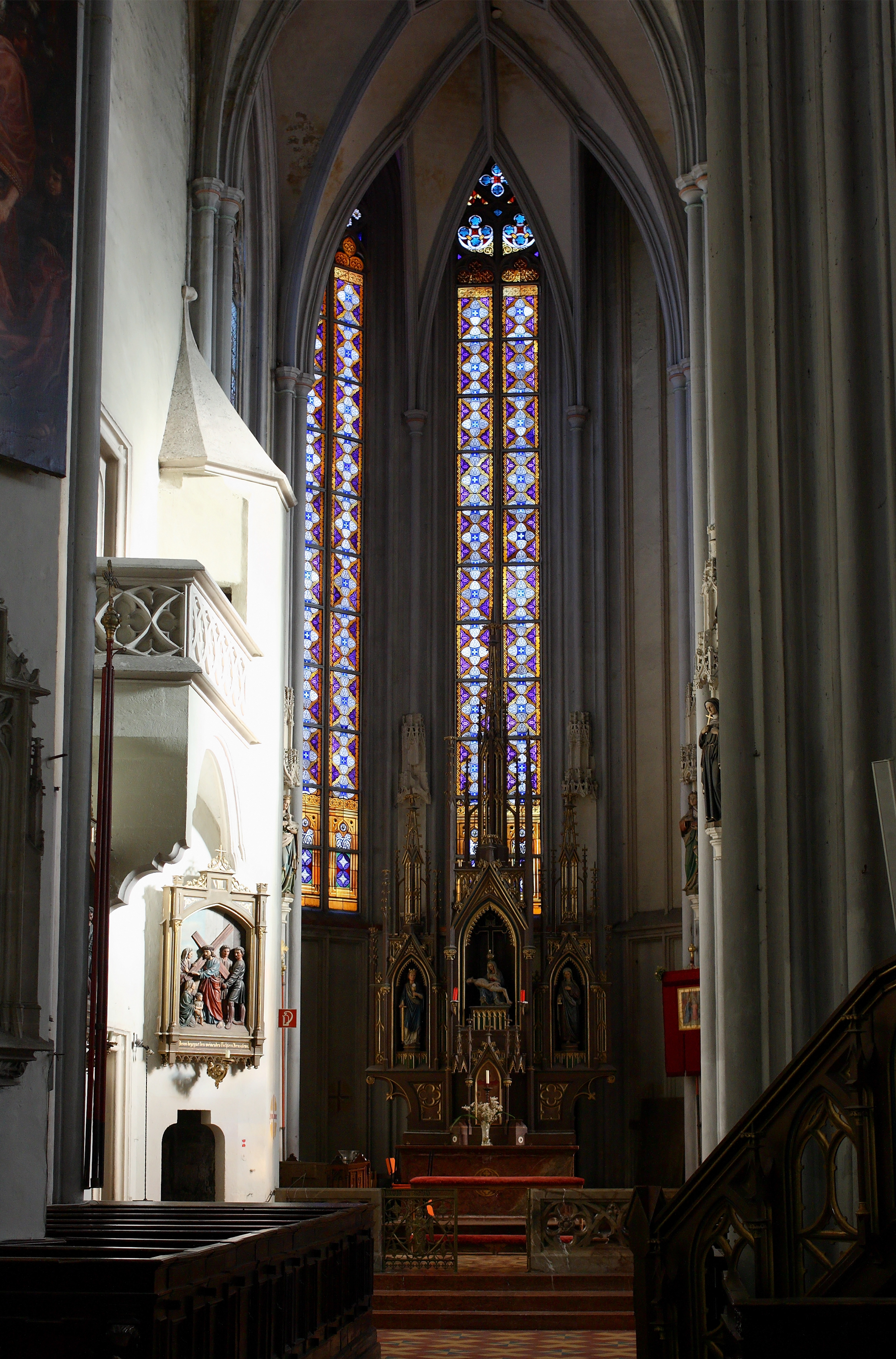
Chor des linken Seitenschiffes
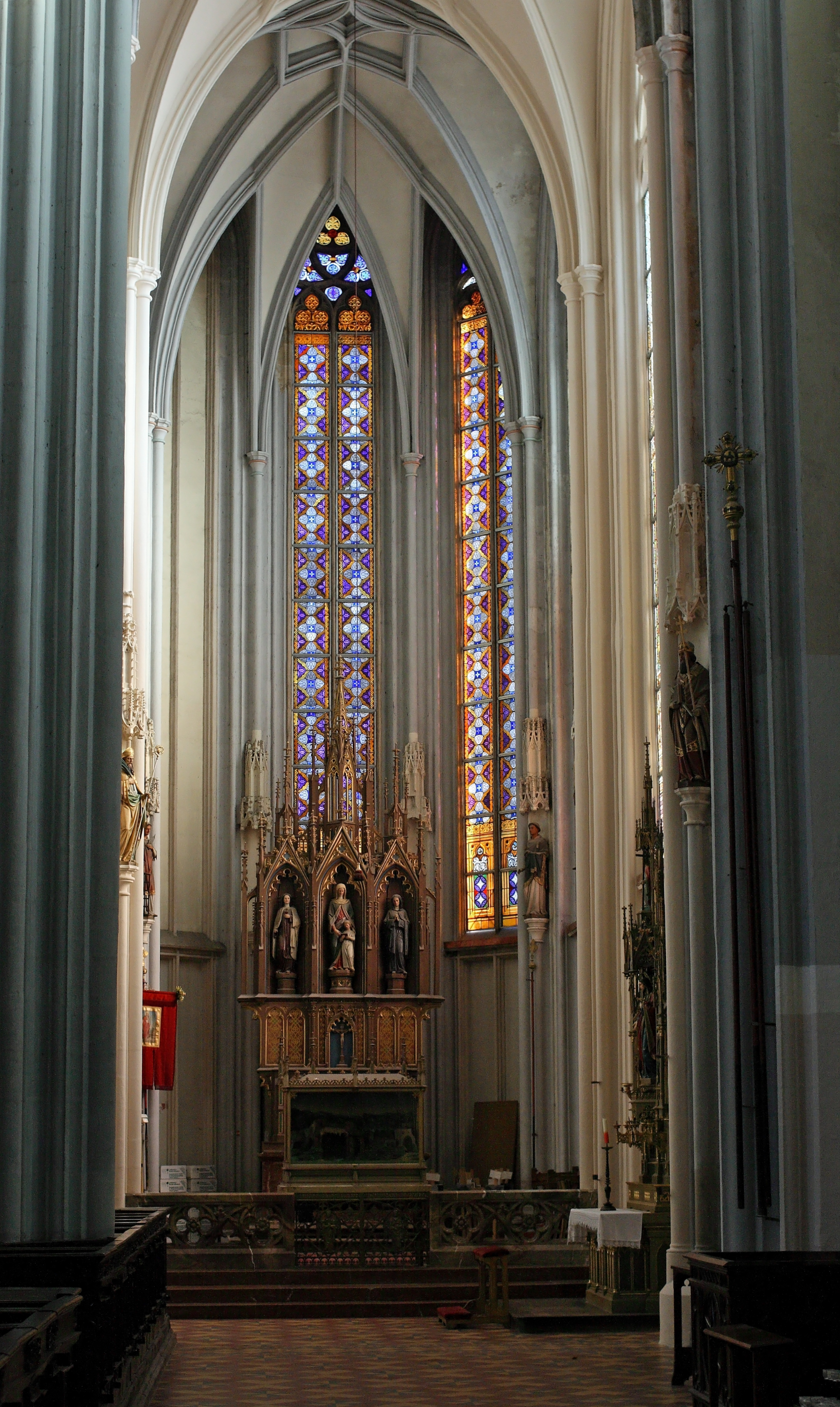
Chor des rechten Seitenschiffes
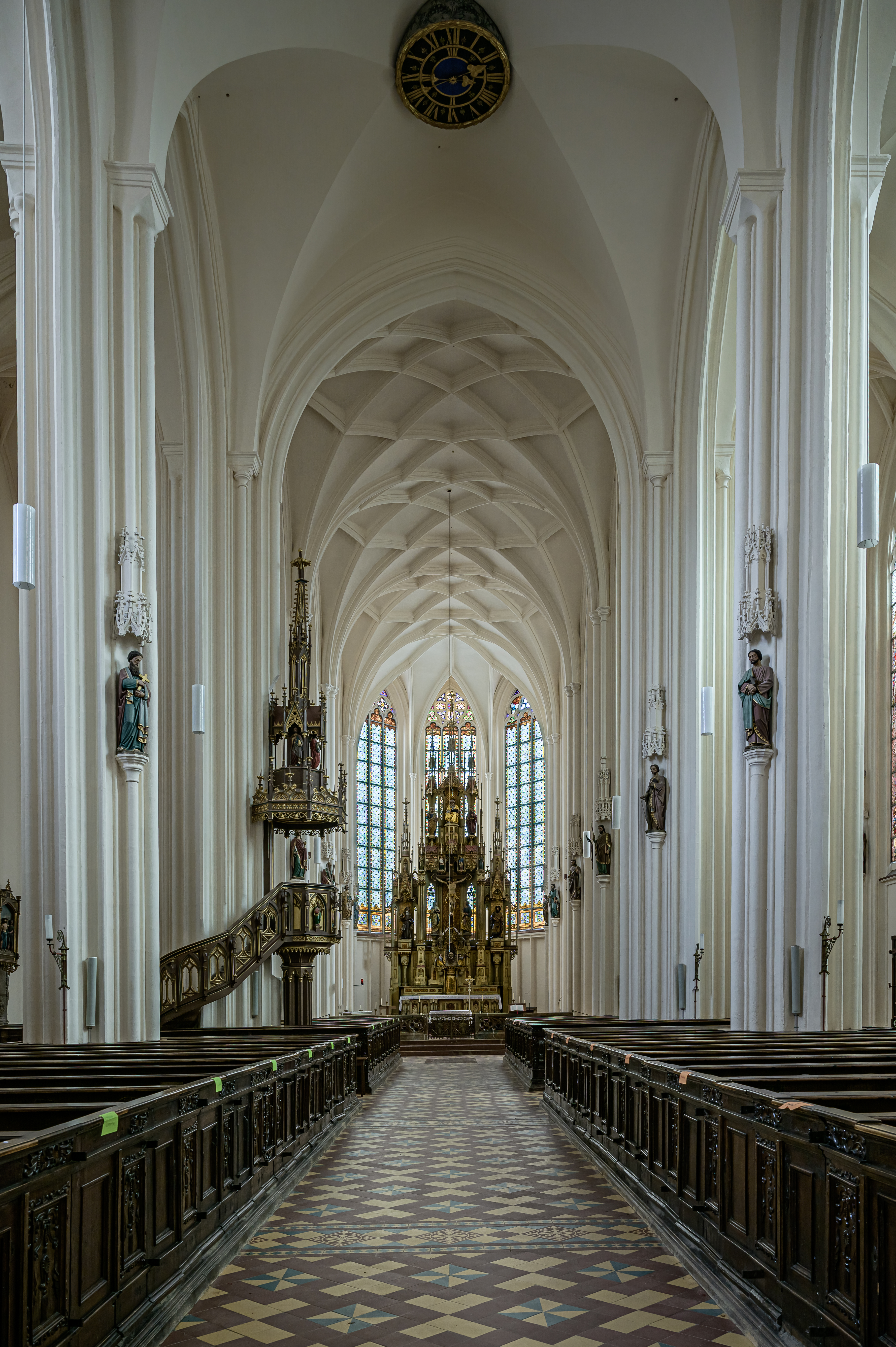
Mittelschiff
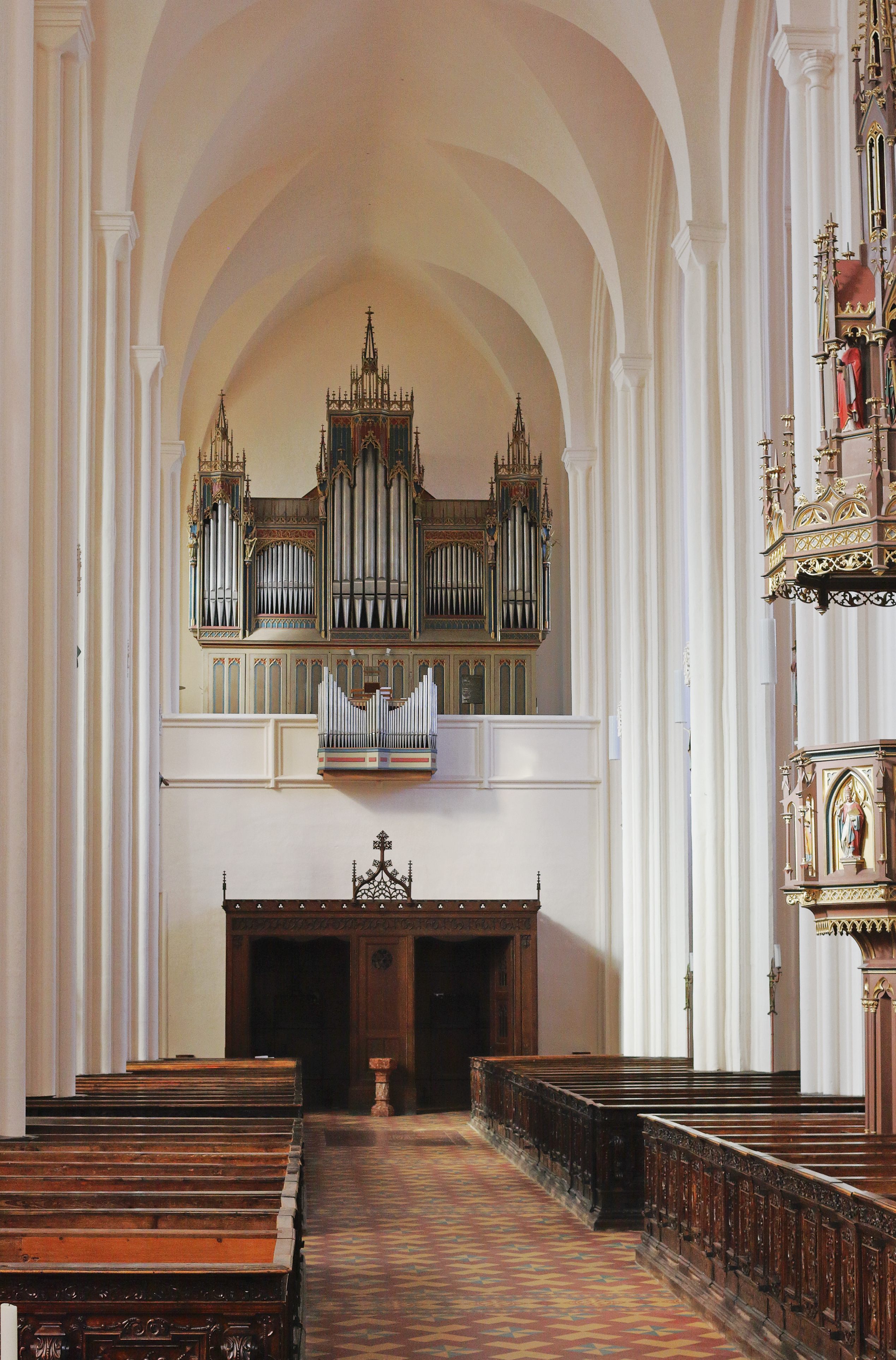
Mittelschiff mit Blick nach Westen zur Orgel
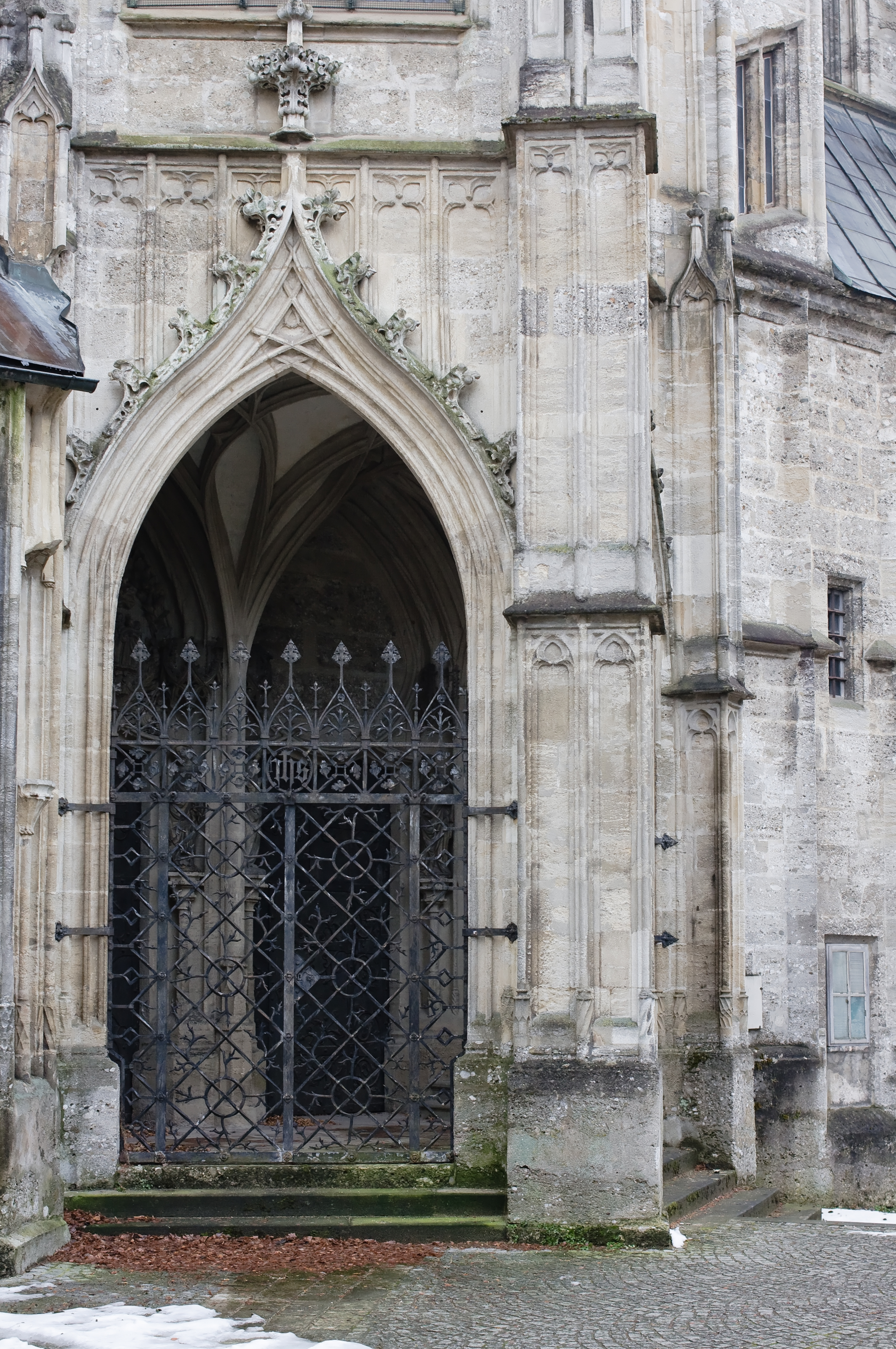
Nordvorhalle
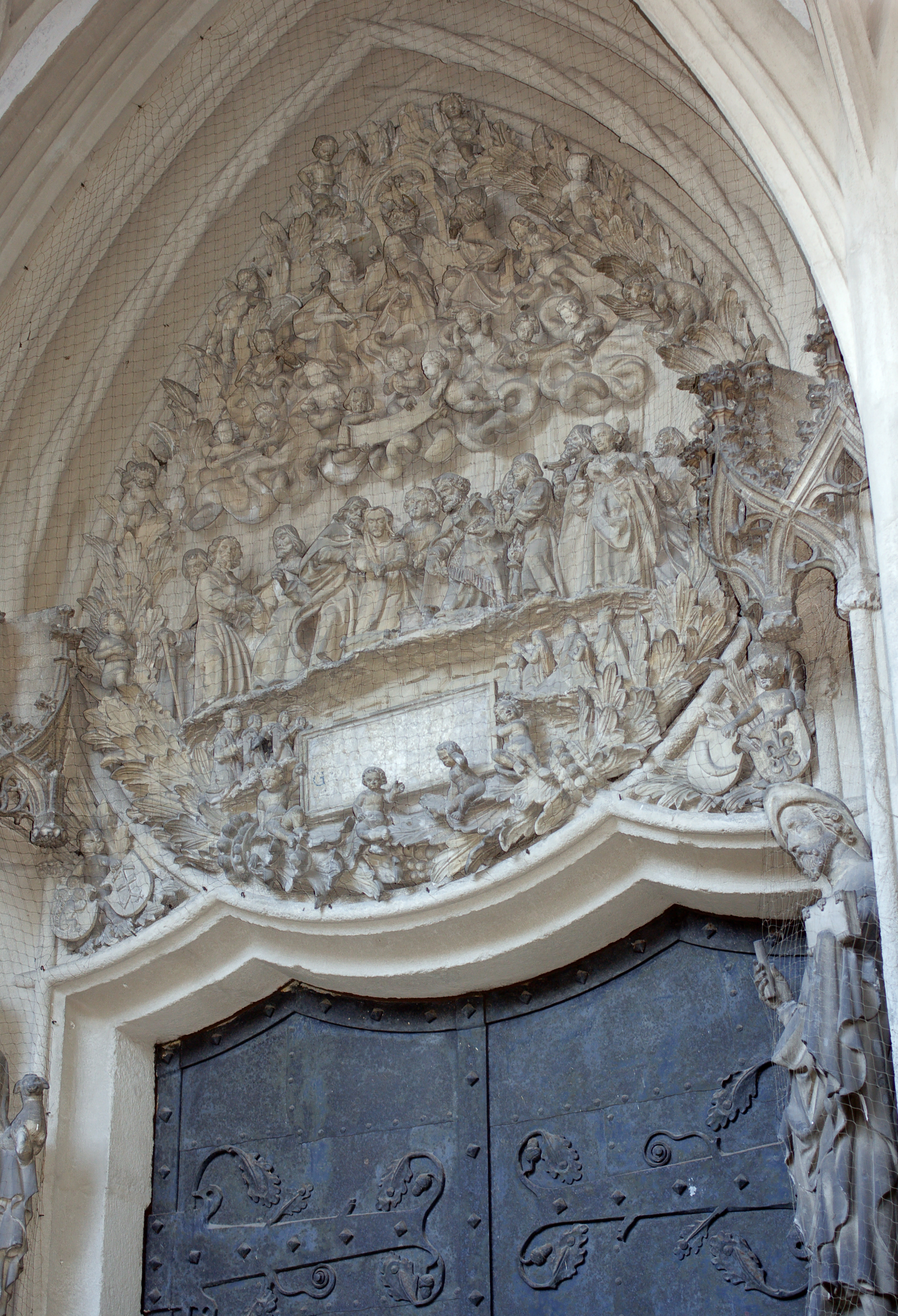
Tympanonrelief
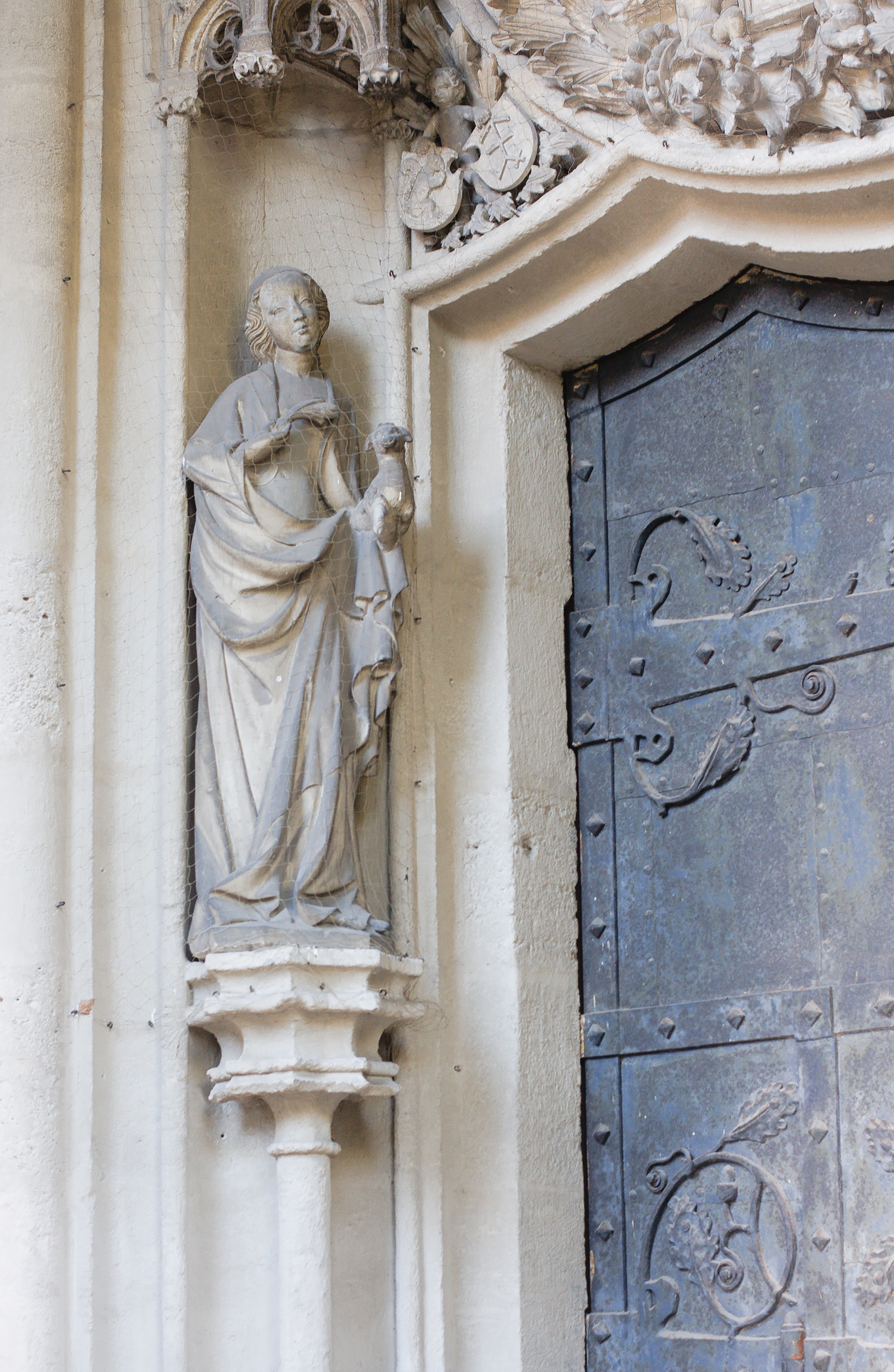
Heilige Agnes
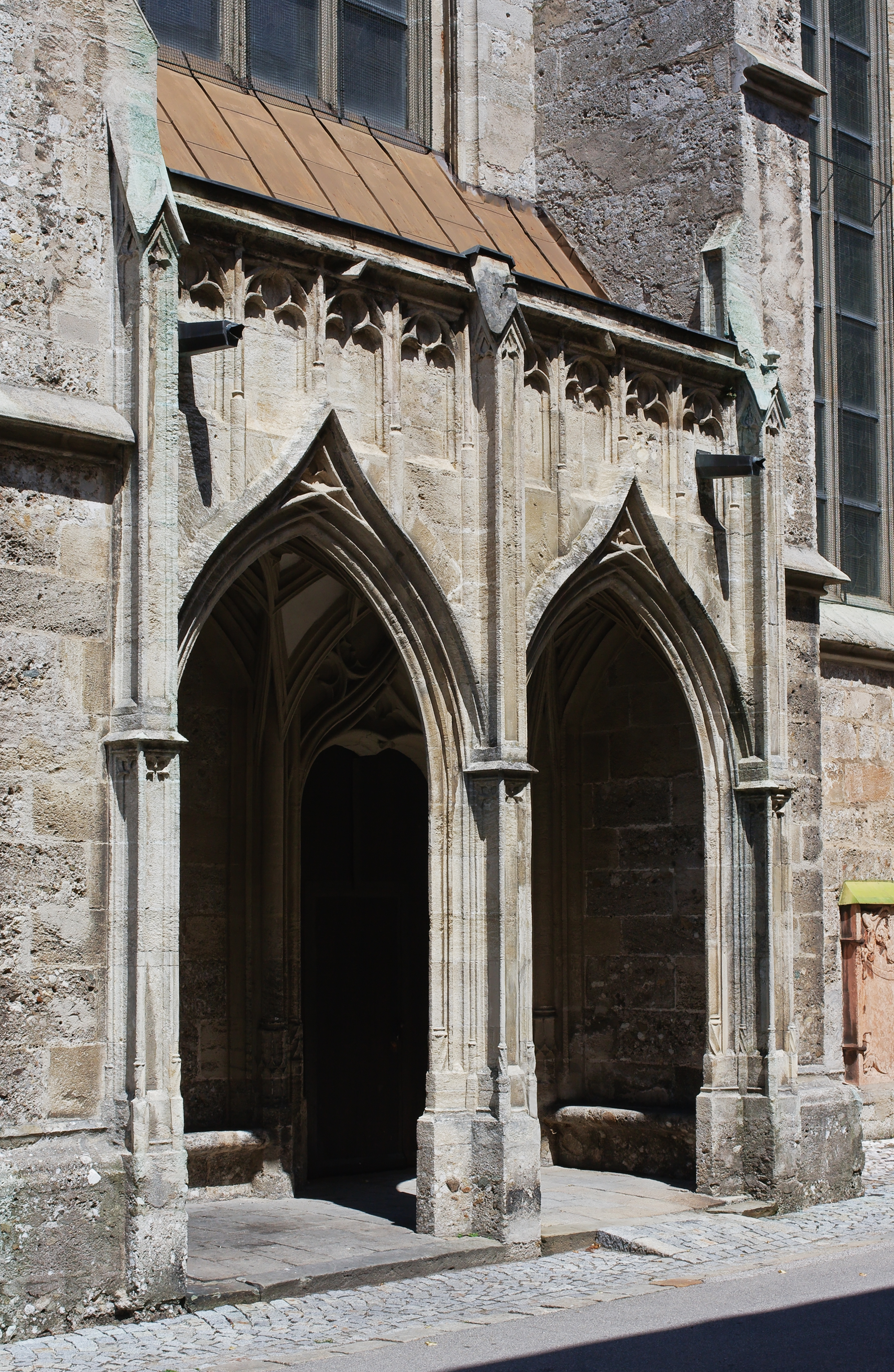
Südliche Vorhalle

## Ausstattung
Die Stadtpfarrkirche ist reich an Kunstschätzen, diese reichen von den bemerkenswerten Glasfenstern, dem reich verzierten Sakramentshäuschen, den wertvollen Eisenarbeiten, dem Taufbecken bis zum Kirchengestühl. Altar, Kanzel, Seitenaltäre und Pfeilerstatuen stammen aus der Zeit der Regotisierung zwischen 1854 und 1857 (Entwurf und Ausführung u. a. Engelbert Westreicher).
Der neugotische Hochaltar von Fidelis Schönlaub aus München wurde 1856 geweiht. Durch die neue Konzeption des Altares entstand die Einbindung des gotischen Sakramentshäuschen an der linken Seite der mittleren Apsis. Bemerkenswert ist das mit sechs verschiedenen durchbrochenen Wirbelmustern ausgestattete Türchen des Sakramenthäuschens. Gegenüber steht die Priesterbank mit dem gotischen Baldachin. Auf der Westempore befand sich die von Franz Xaver Krismann gebaute Orgel, an der auch Anton Bruckner gespielt hat. In linken Seitenschiff befindet sich an der Rückwand ein Bild des Heiligen Sebastian von Carl Ritter von Reslfeld. An der Wand über der Taufkapelle hängt das vom selben Künstler für den Hochaltar geschaffene Altarbild mit der Darstellung der Anbetung der Weisen. Zentrum der Taufkapelle in der Turmhalle ist das Taufbecken, das aus Zinnplatten über einem Holzkern mit Relief und reichem Ornament gearbeitet ist. Die Sakristeitür ist eine Arbeit aus Nürnberg aus dem Jahr 1470 mit dem Wappen der Stadt Nürnberg, dem Reichsadler mit gekröntem Löwen.
Eine Besonderheit ist das spätbarocke eiserne Sonnenblumenepitaph, das sich ehemals in der Westgruft befand. Es erinnert an die Pockenepidemie 1703.

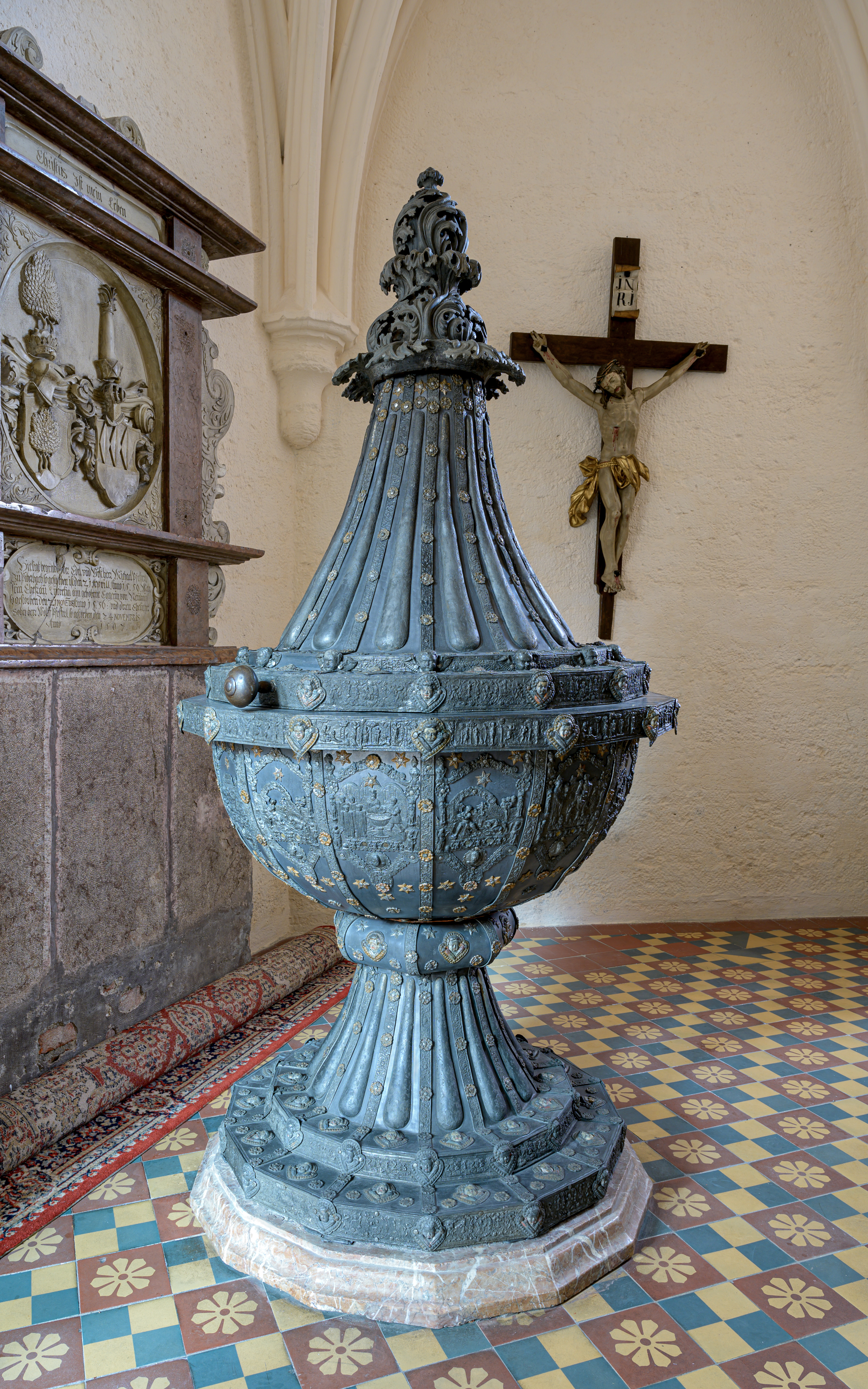
Das Taufbecken von 1569
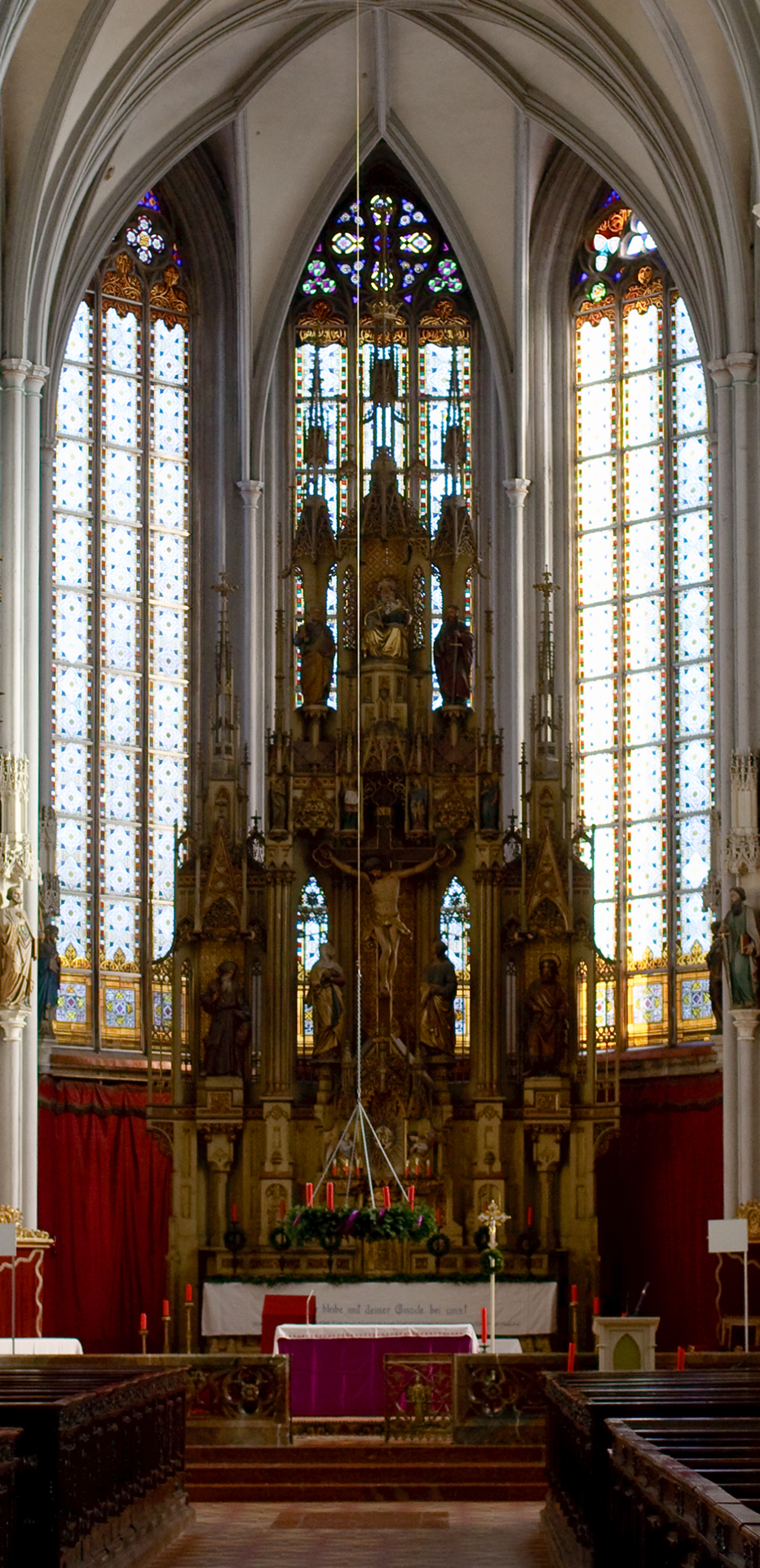
Der Hochaltar
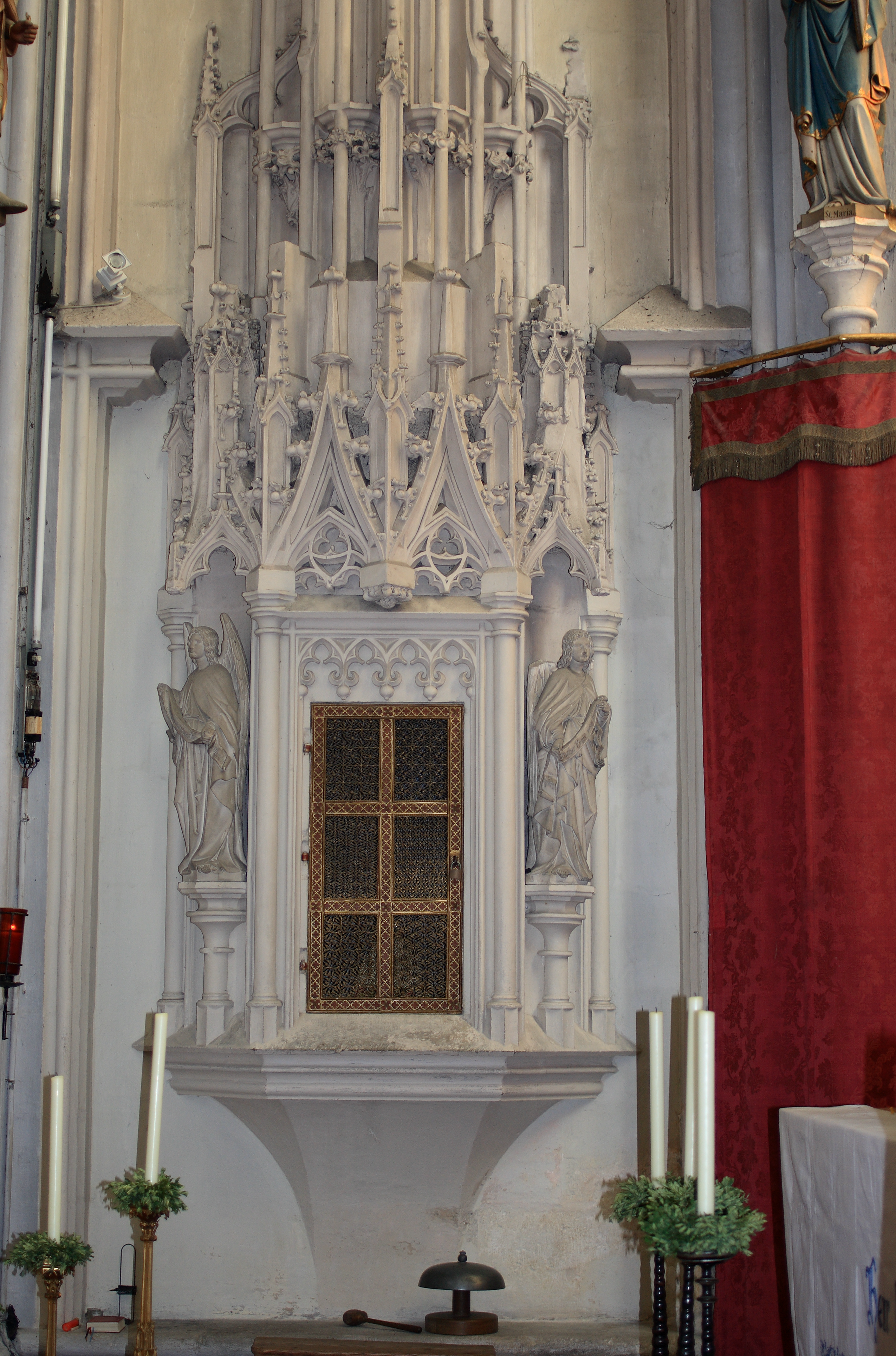
Das gotische Sakramentshäuschen im Chor
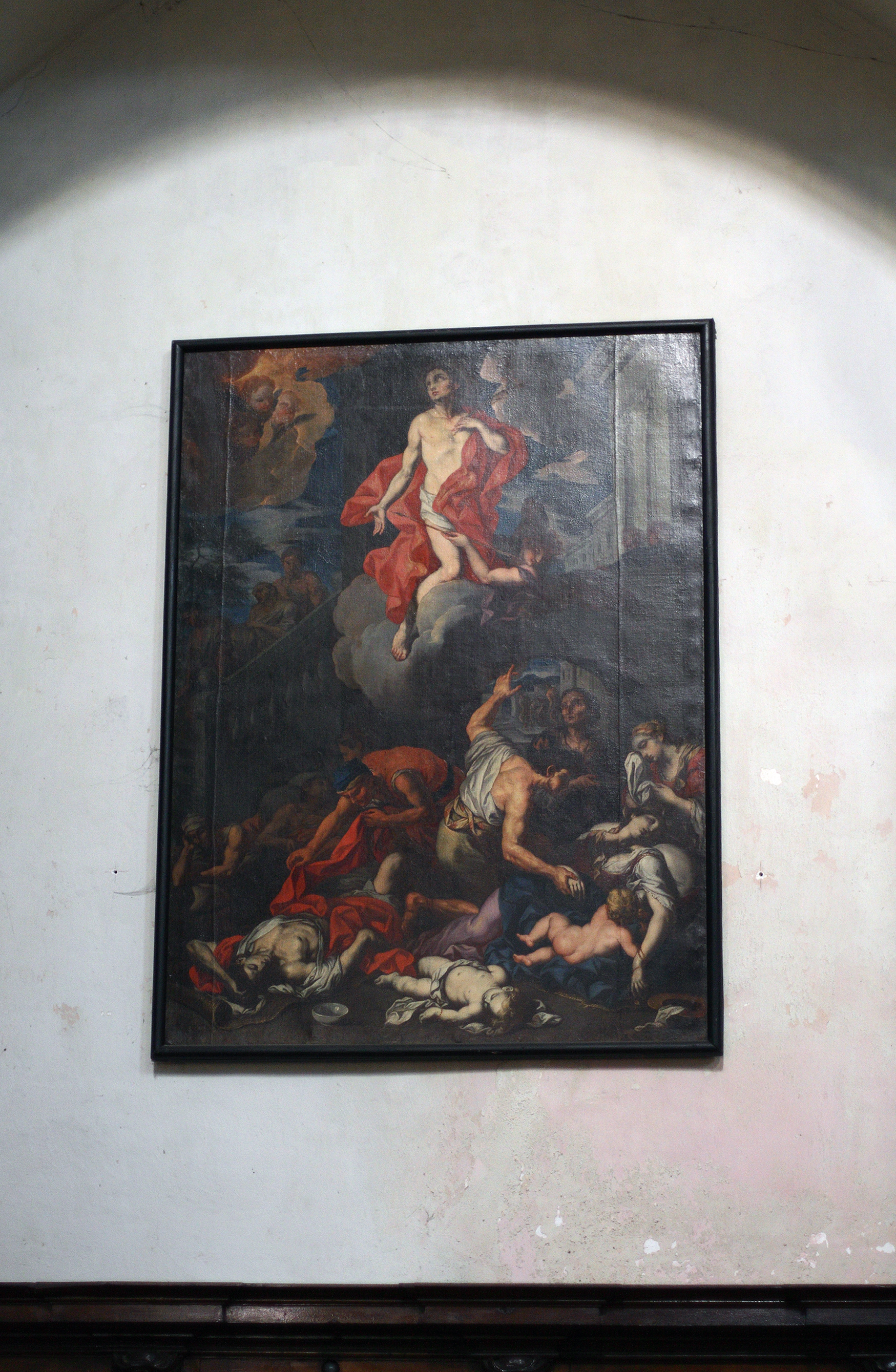
Heiliger Sebastian
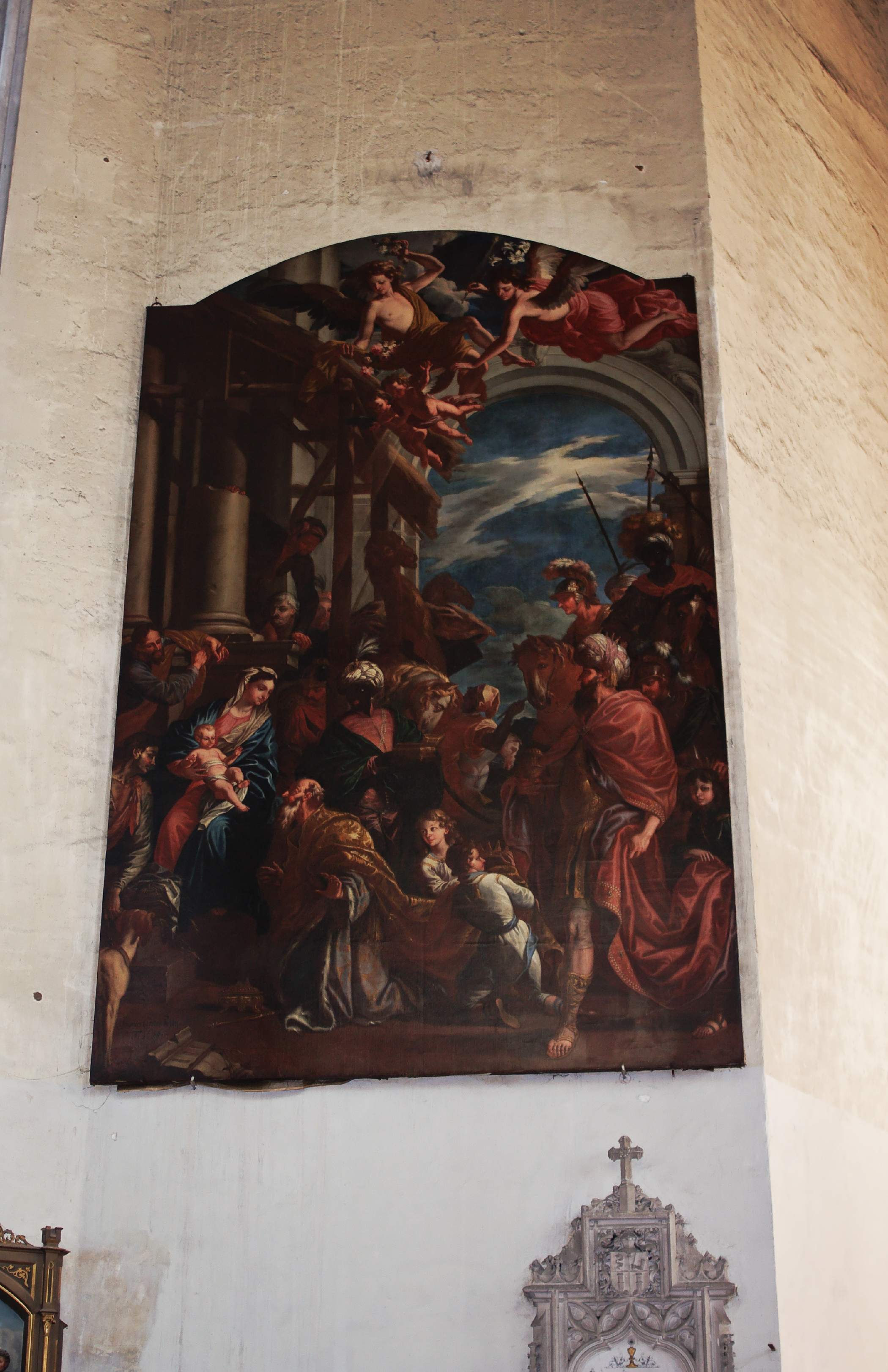
Das ehemalige Altarbild
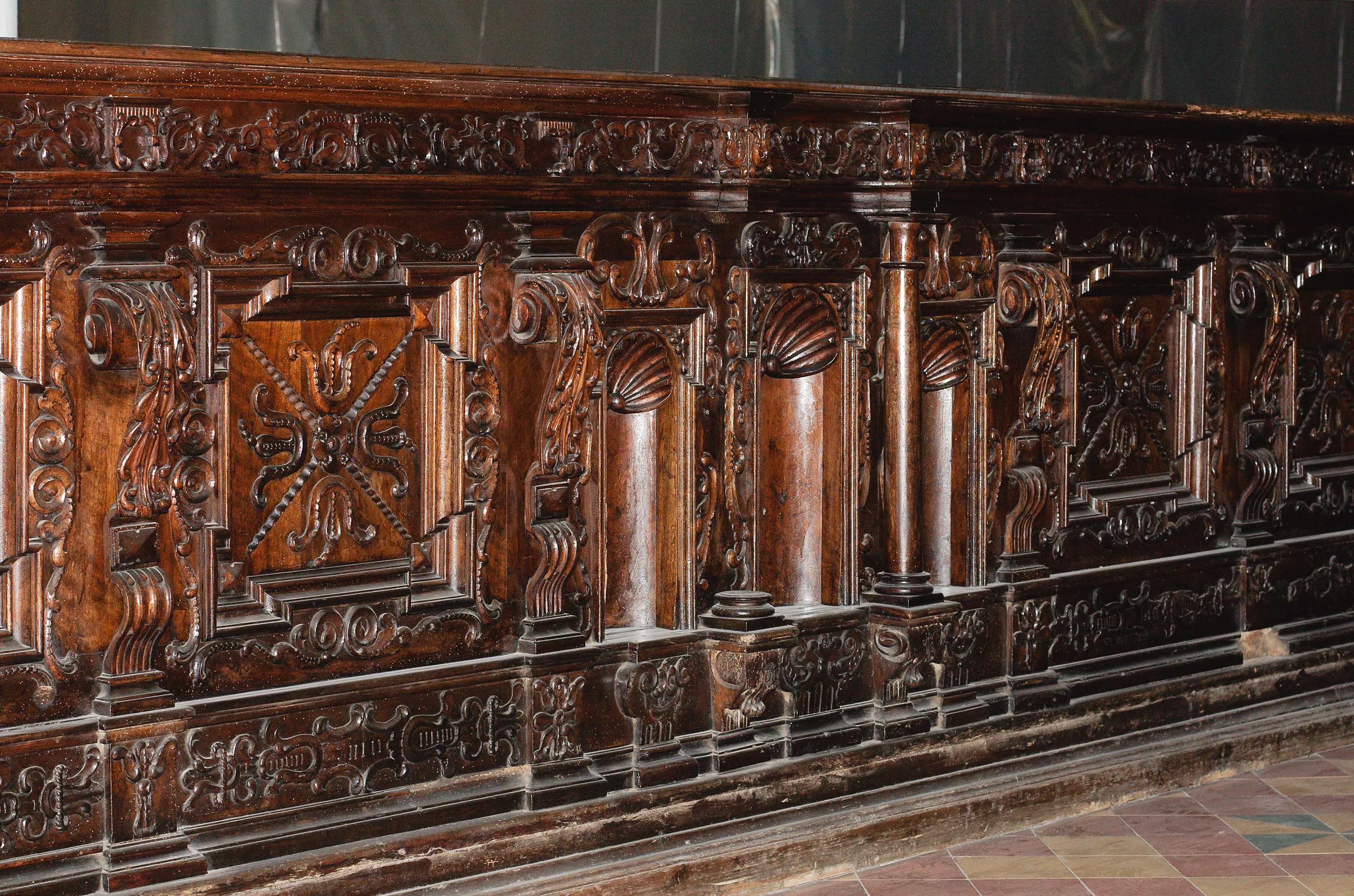
Detailaufnahme des Kirchengestühls
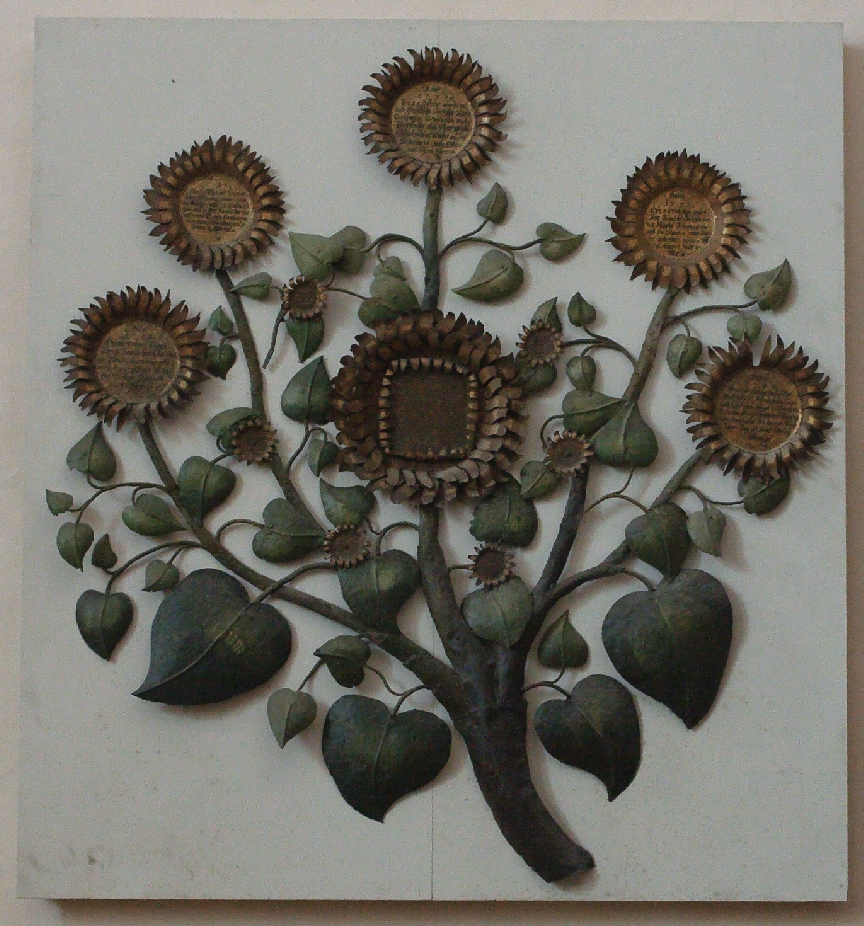
Sonnenblumenepitaph

### Orgel

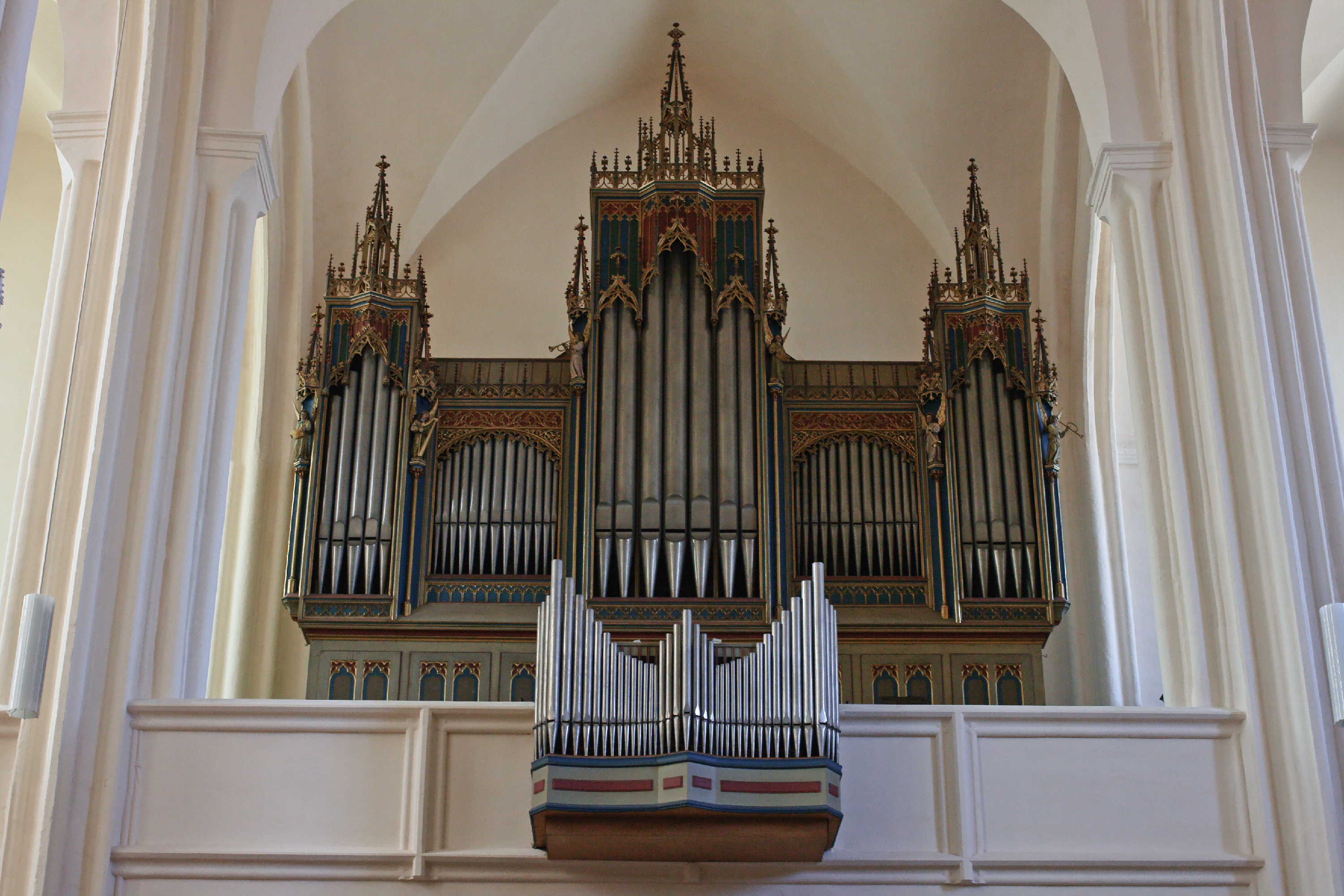
Orgel der Stadtpfarrkirche

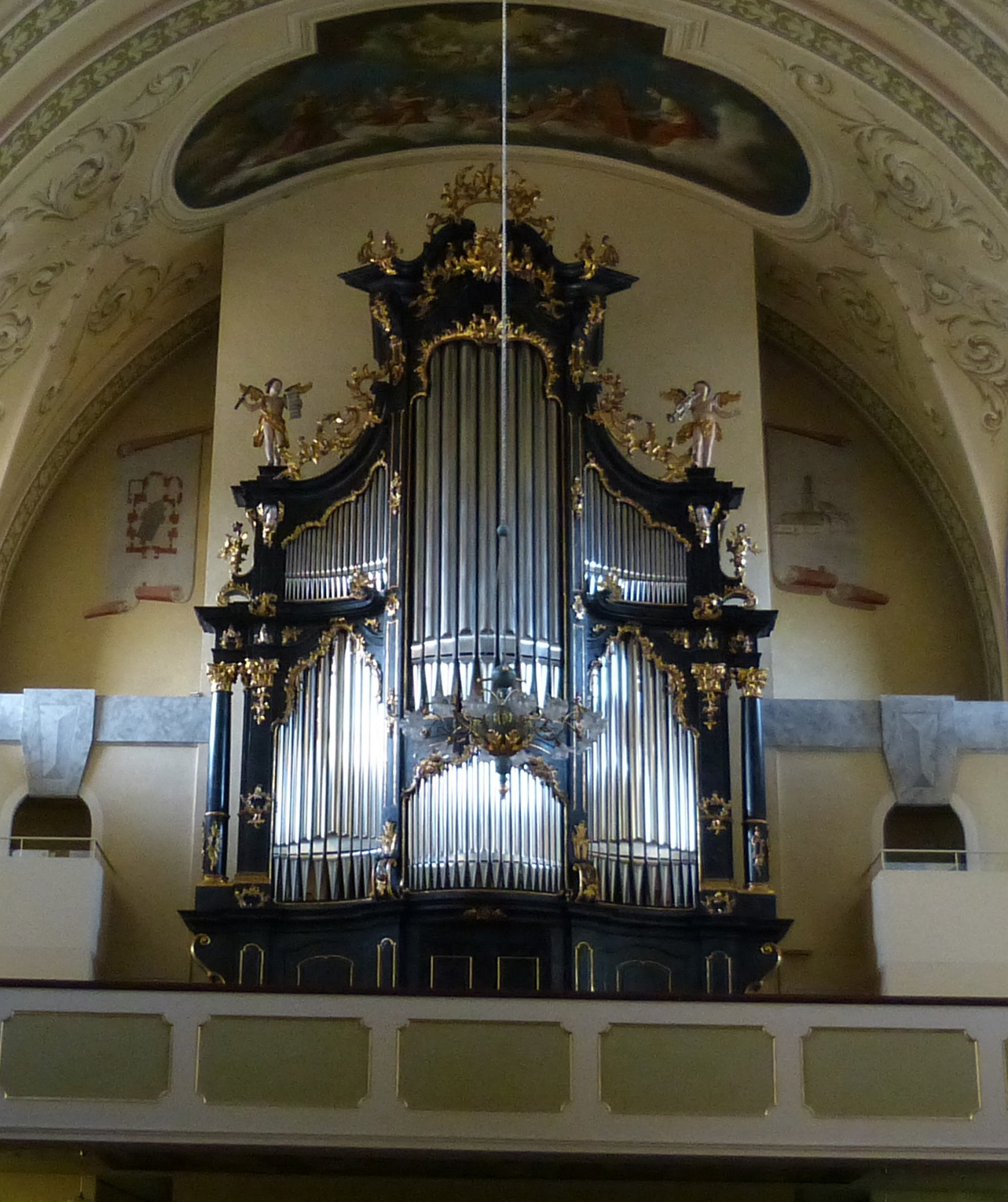
Das alte Barockgehäuse der Orgel in Reichenthal

Eine erste große Orgel stammte vom Meister Hans Lauss (1478) und verblieb bis zum Brand 1522 in der Kirche. Die Nachfolgerin des kaiserlichen Orgelbauers Jacob (1544) wurde mehrmals umgebaut, bis sie ab 1774 durch die Orgel Franz Xaver Krismanns ersetzt wurde.
Das Orgelwerk stammt von J. Pircher (Steinach/Brenner) und wurde 1962 geschaffen. Pirchner übernahm dabei den Pfeifenbestand und das neugotische Gehäuse der Vorgängerin. Diese Vorgängerin war ein durch Mauracher 1893 durchgeführter Umbau einer barocken Krismannorgel von 1774–1778, die, auf Anraten Anton Bruckners (s. o.), dabei einige zusätzliche Register und ein neugotisches Gehäuse erhalten hatte. Das alte barocke Gehäuse war danach nach Reichenthal im Mühlviertel gebracht worden.
| I Hauptwerk C–f3 |              |        |
| 01.              | Prinzipal    | 16'    |
| 02.              | Prinzipal    | 08'    |
| 03.              | Flöte        | 08'    |
| 04.              | Gamba        | 08'    |
| 05.              | Rohrflöte    | 08'    |
| 06.              | Flöte        | 04'    |
| 07.              | Oktav        | 04'    |
| 08.              | Quint        | 02 ⁄3' |
| 09.              | Superoktav   | 02'    |
| 10.              | Mixtur-Mayor | 02'    |
| 11.              | Mixtur-minor | 01 ⁄3' |
| 12.              | Trompete     | 08'    |

| II Oberwerk C–f3 |                 |        |
| 13.              | Liebl. Gedeckt  | 16'    |
| 14.              | Prinzipal minor | 08'    |
| 15.              | Salizet         | 08'    |
| 16.              | Ital. Prinzipal | 04'    |
| 17.              | Rohrflöte       | 04'    |
| 18.              | Nasat           | 02 ⁄3' |
| 19.              | Waldflöte       | 02'    |
| 20.              | Cornet          | 04'    |
| 21.              | Scharff         | 01'    |
| 22.              | Oboe            | 08'    |

| III Positiv C–f3 |              |       |
| 23.              | Bourdon      | 8'    |
| 24.              | Quintade     | 8'    |
| 25.              | Prinzipal    | 4'    |
| 26.              | Oktav        | 2'    |
| 27.              | Larigot      | 1 ⁄3' |
| 28.              | Sesquialtera | 2 ⁄3' |
| 29.              | Cimbel       | 1'    |
| 30.              | Krummhorn    | 8'    |

| Pedalwerk C–f1 |               |        |
| 31.            | Prinzipalbass | 16'    |
| 32.            | Subbass       | 16'    |
| 33.            | Bourdonbass   | 16'    |
| 34.            | Oktavbass     | 08'    |
| 35.            | Flötenbass    | 08'    |
| 36.            | Oktav         | 04'    |
| 37.            | Nachthorn     | 02'    |
| 38.            | Pedalmixtur   | 02 ⁄3' |
| 39.            | Posaune       | 16'    |
| 40.            | Posaune       | 08'    |

### Glasmalereien
Etliche der ursprünglichen Glasfenster fielen dem Brand vom 18. März 1522 zum Opfer, viele vom erhaltenen Rest wurden um 1800 zur Ausstattung des Lustschlosses in Laxenburg abgegeben. Diese Werke befinden sich der dortigen Kapelle und der Rittergruft. Nach der erfolgten Ausstattung gelangten überzählige Scheiben wieder zurück, so etwa die des Laxenburger Fensters (rechtes Seitenschiff, Südwand). Abgesehen vom ebenfalls an der Südwand gelegenen Renaissancefenster mit Marientod und -krönung stammen die restlichen aus dem 19. Jahrhundert.

#### Laxenburger Fenster
Die ältesten Kunstwerke enthält das Laxenburger Fenster an der Südwand, rechts neben dem Hauptportal. Es ist eine Sammlung von Glasgemäldefragmenten vom Beginn der Gotik bis zum Ende des 15. Jahrhunderts. Die wertvollsten Stücke darin sind drei um 1300 entstandene Scheiben mit Darstellungen Herzog Leopolds, des auferstehenden Christus und Markgräfin Agnes. Die Gewandsäume zeigen bereits den frühgotischen schönlinigen Stil. Diese drei Scheiben stammen ursprünglich aus der Capella Speciosa in Klosterneuburg und gelangten nach deren Abbruch erst nach Laxenburg und schließlich nach Steyr. Die heutige Zusammenstellung stammt aus dem Jahr 1955.

#### Renaissancefenster
Das übernächste Fenster stammt teilweise aus der Renaissance (1523) und zeigt in der oberen Hälfte in einer zusammengehörigen Komposition Tod und Krönung Mariens. In der unteren Hälfte befinden sich ganzfigurige Darstellungen des Heiligen Berthold, der Heiligen Katharina, des Heiligen Johannes des Täufers und des Heiligen Wolfgang. Darunter zwei Scheiben mit Porträts einer Stifterfamilie („Wolfgang Püiller sein haüsfr. u. Kinder“) sowie rechts und links die Wappen des Landes Oberösterreich und der Stadt Steyr. Die Scheiben mit den Oberkörpern der Heiligen Katharina und Johannes des Täufers sind original aus dem frühen 16. Jahrhundert erhalten, ebenso die Stifterporträts. Der Rest sind Ergänzungen aus dem späten 19. Jahrhundert, ausgeführt von den Wiener Hofglasmalern Geylings Erben. Die heutige Zusammenstellung veranlasste 1889 Stadtpfarrer Johann Aichinger, 1958 wurden die Scheiben nach der Kriegsbergung restauriert und wieder eingefügt. Große Kompositionen wie Marientod- und -krönung sind für die Zeit des 16. Jahrhunderts selten, da mit der beginnenden Reformation die Glasmalerei ihren sakrale Funktion einbüßte und zunehmend für profane Zwecke verwendet wurde. Die Provenienz der Renaissancescheiben ist unbekannt, möglich ist nach Eva Frodl-Kraft eine österreichische Herkunft mit Einfluss durch Augsburger Grafiken.

#### Lambergfenster
Das älteste der neugotischen Fenster ist das 1891 eingesetzte Lambergfenster. Es ist eine Stiftung der Familie Lamberg und erinnert an die Ermordung Franz Philipp von Lambergs in Pest, während der ungarischen Revolution 1848. Die Glasmalerei ist ähnlich einer Altarretabel aufgebaut: Die „Predella“ beinhaltet die Widmungs- und Erläuterungsinschrift, darüber befindet sich das Hauptbild mit einer allegorischen Darstellung des Geschehens (ein mit den Attributen der Austria versehener Engel bekränzt den Sterbenden), darüber als Aufsatzbild der Drachenkampf des Heiligen Georg. Auf Nebenszenen und -figuren wird verzichtet, diesen Raum füllen Ornamente aus. Gerahmt werden „Predella“, Hauptbild und Aufsatzbild von floralen Motiven und Architekturdarstellungen. Das ursprünglich für die Wiener Votivkirche angefertigte Werk nimmt keine Rücksicht auf die Fensterform und ist auch an anderer Stelle einsetzbar. Von den später davon inspirierten weiteren neugotischen Fenstern unterscheidet es sich jedoch durch die Konzentration auf Hauptbild und Aufsatzbild. Der Entwurf stammt von den Brüdern Jobst, ausführendes Unternehmen war Geyling’s Erben.

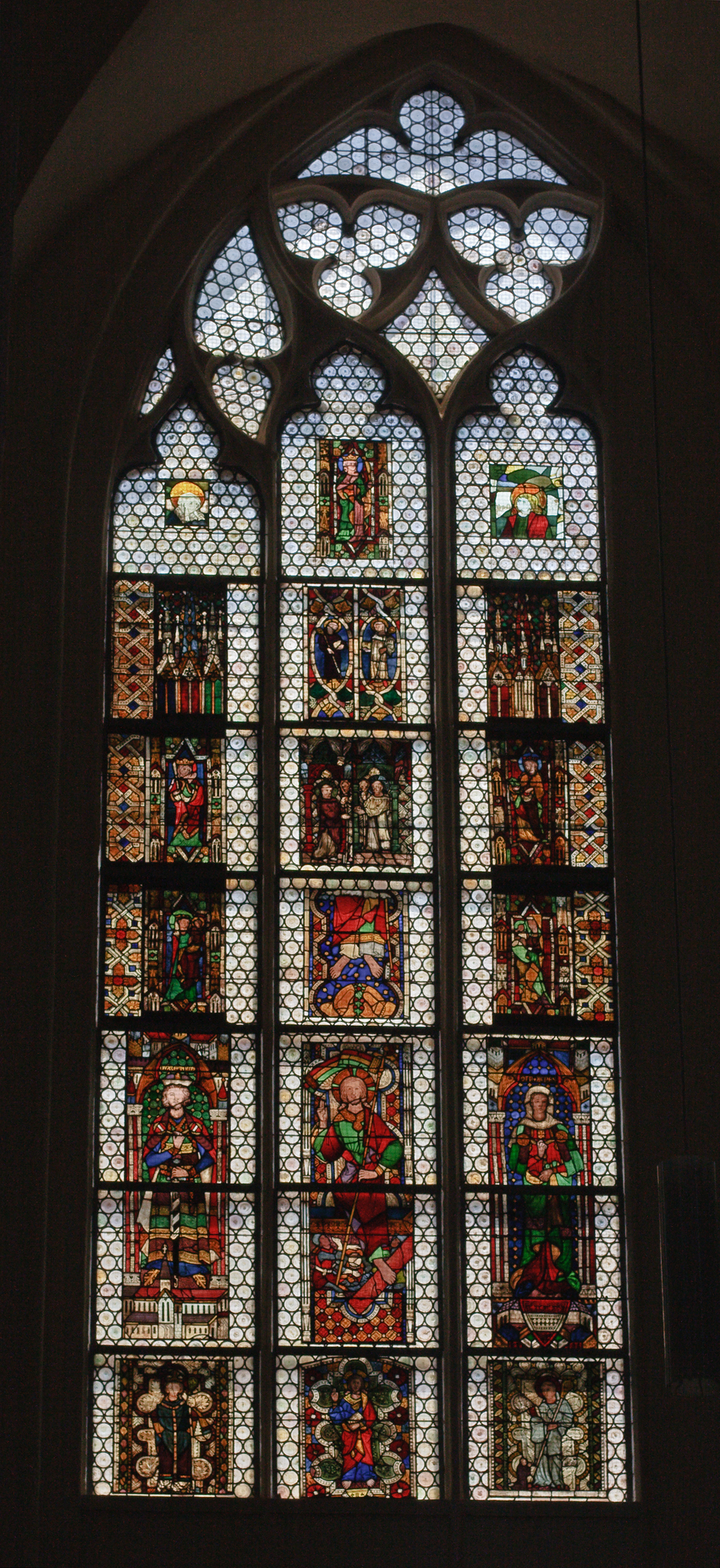
Laxenburger Fenster
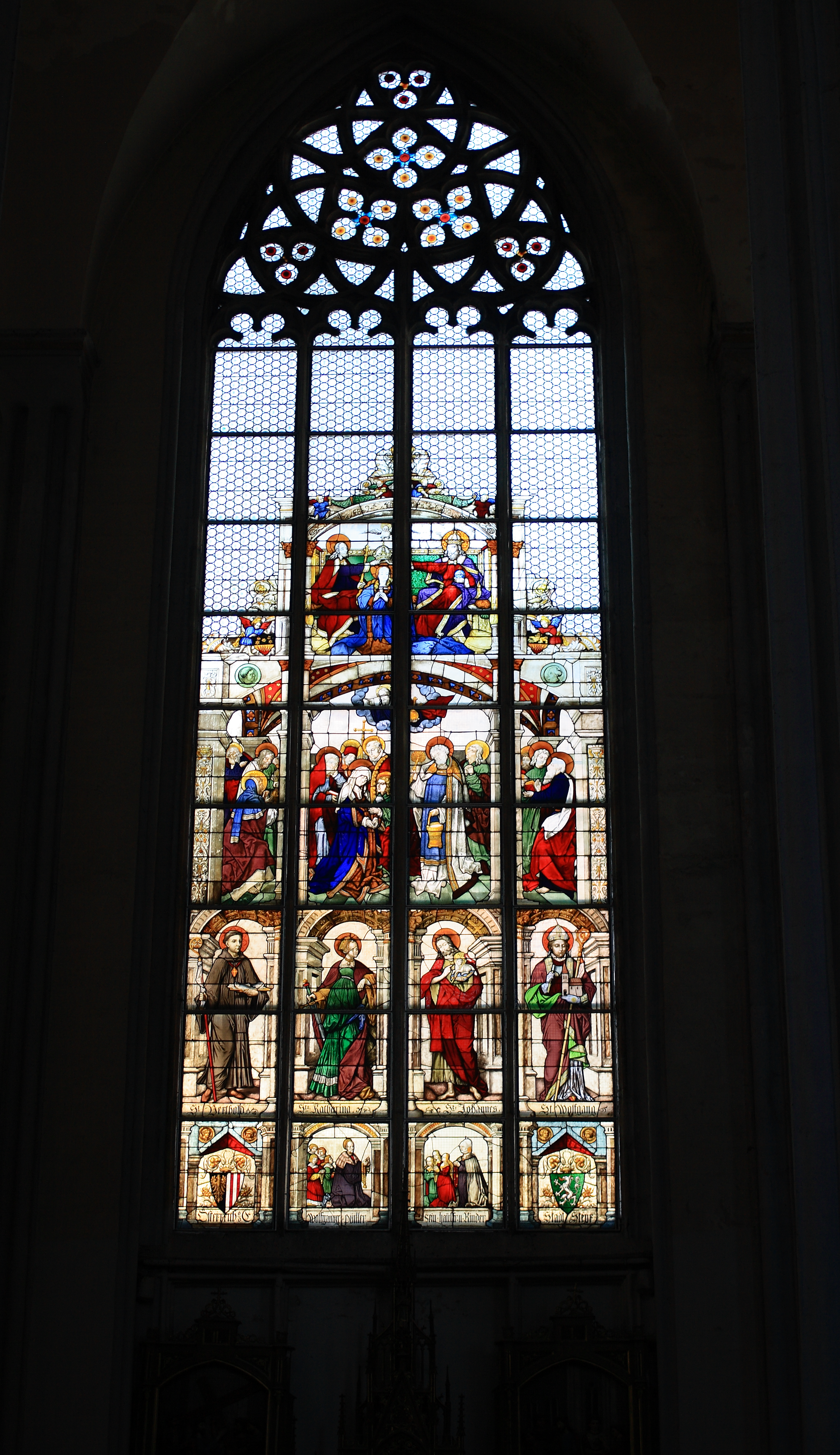
Renaissancefenster mit Tod und Krönung Mariens
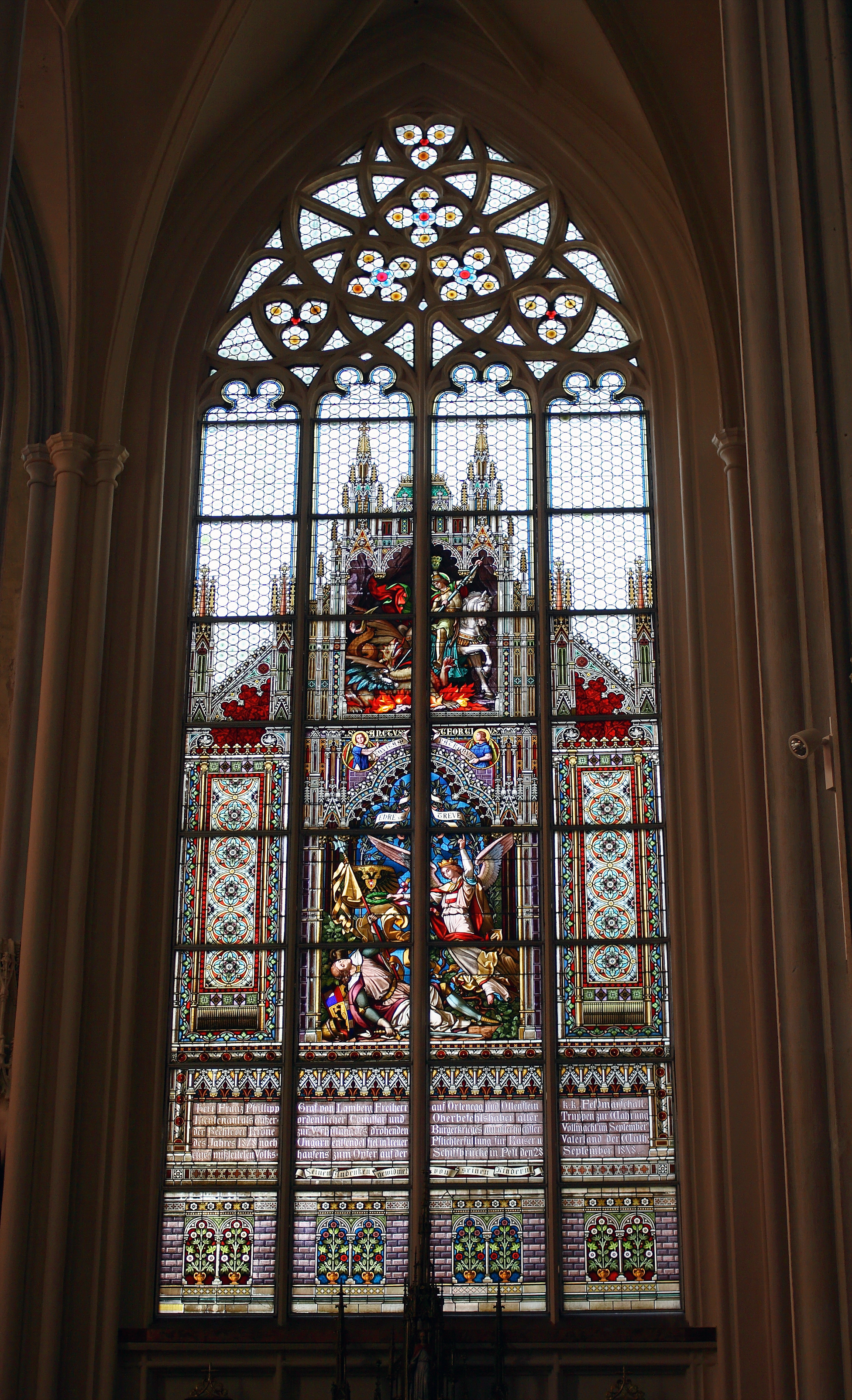
Das Lambergfenster

### Geläut

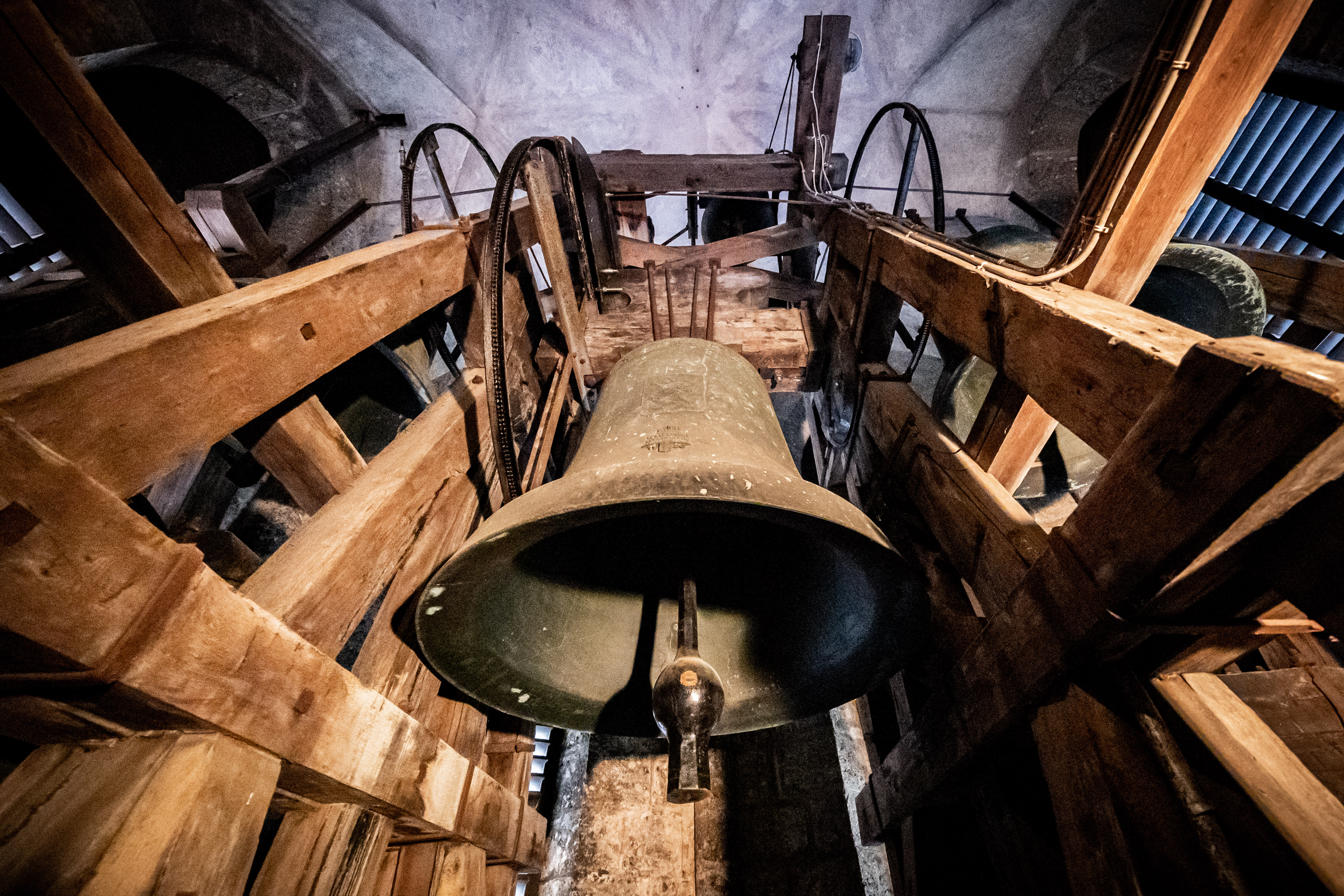
Glockenstuhl

Das Geläut besteht aus sechs Glocken. Die beiden größten sind die Kolomanglocke (1334 kg) und die 2789 kg schwere Ägydiusglocke.
1917 und 1943 wurden die Glocken beschlagnahmt und nach den Kriegen durch neue ersetzt.

## Die Margaretenkapelle

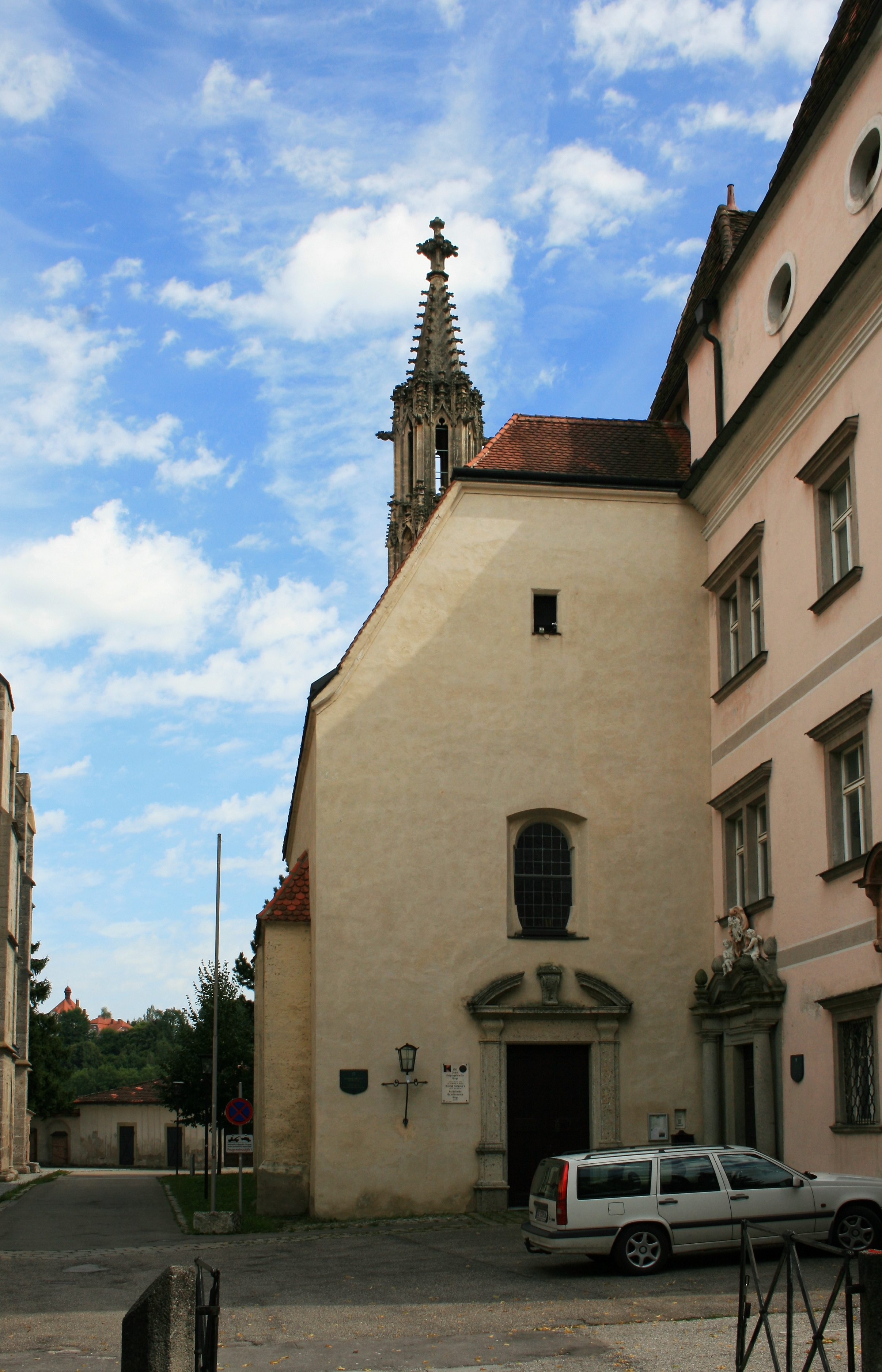
Die Margaretenkapelle

Die Margaretenkapelle neben der Stadtpfarrkirche dürfte aus der Zeit um 1430 stammen. Erstmals urkundlich erwähnt wird sie 1437 in einem Spruchbrief Herzog Albrechts V. (Albrecht II.). Der Baumeister ist unbekannt, die Pläne für den gotischen Dachreiter werden Hans Puchsbaum zugeschrieben.

## Städtebauliche Einordnung
Imposant thront über der Altstadt die Steyrer Stadtpfarrkirche mit dem Pfarrhof, dem spätgotischen Messnerhaus, der ehemaligen Friedhofsanlage und der Margaretenkapelle. Der Turm des Steyrer Münsters streckt sich wie ein hoch erhobener Zeigefinger, der für das Umland die Lage von Steyr signalisiert. Das Hochplateau mit der Kirchenanlage befindet sich in unmittelbarer Nähe zum Stadtplatz, den man über einen renaissancezeitlichen Stiegenabgang und die Pfarrgasse erreicht. Die Kirchenanlage war an die Stadtbefestigung mit dem ehemaligen Gilgentor angebunden. Heute steht noch ein Befestigungsturm neben dem Pfarrhof, der an den Verlauf der Stadtmauer und an den strategisch wichtig gelegenen Ort erinnert.

Ansichten
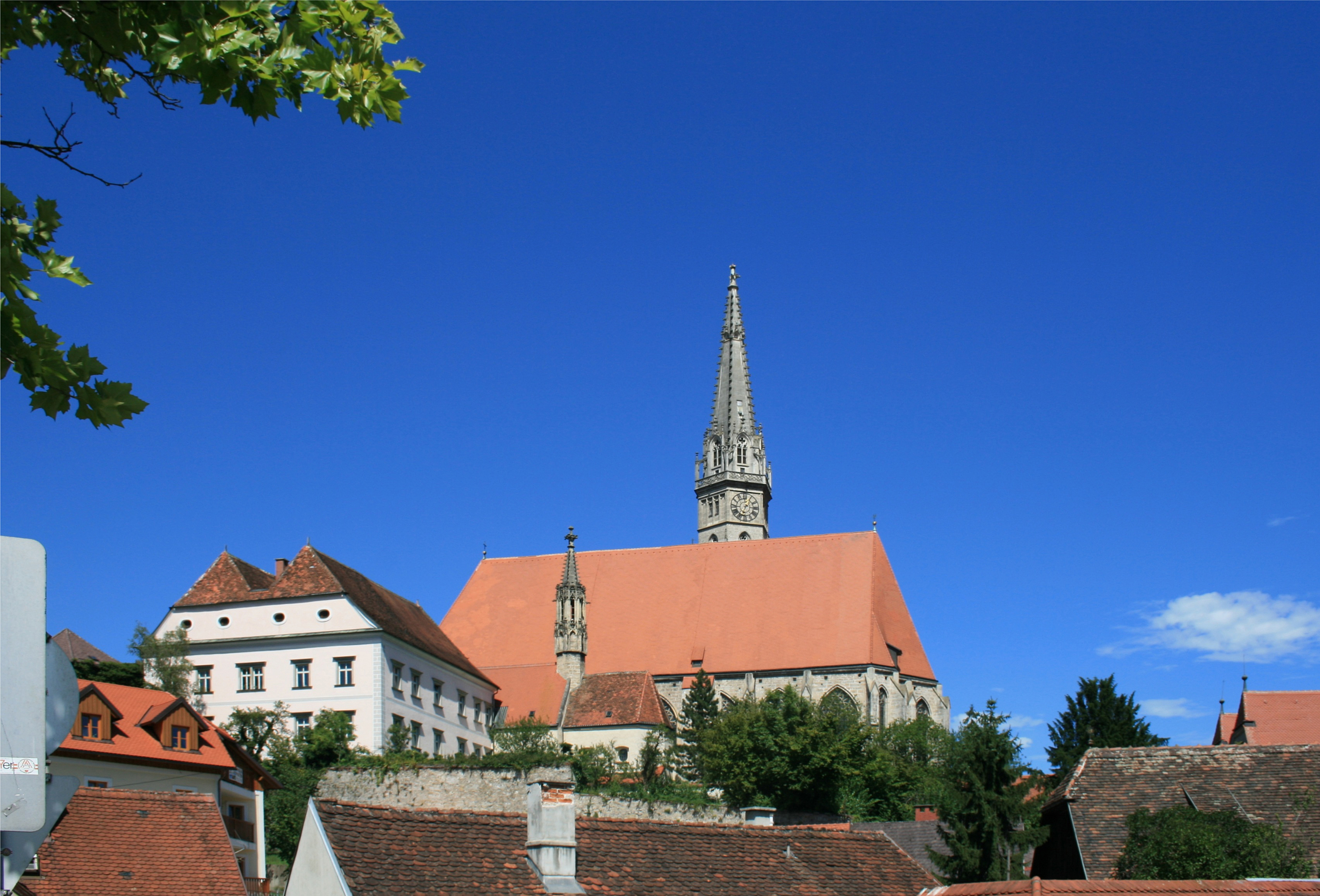
Pfarrhof, Margaretenkapelle und Stadtpfarrkirche
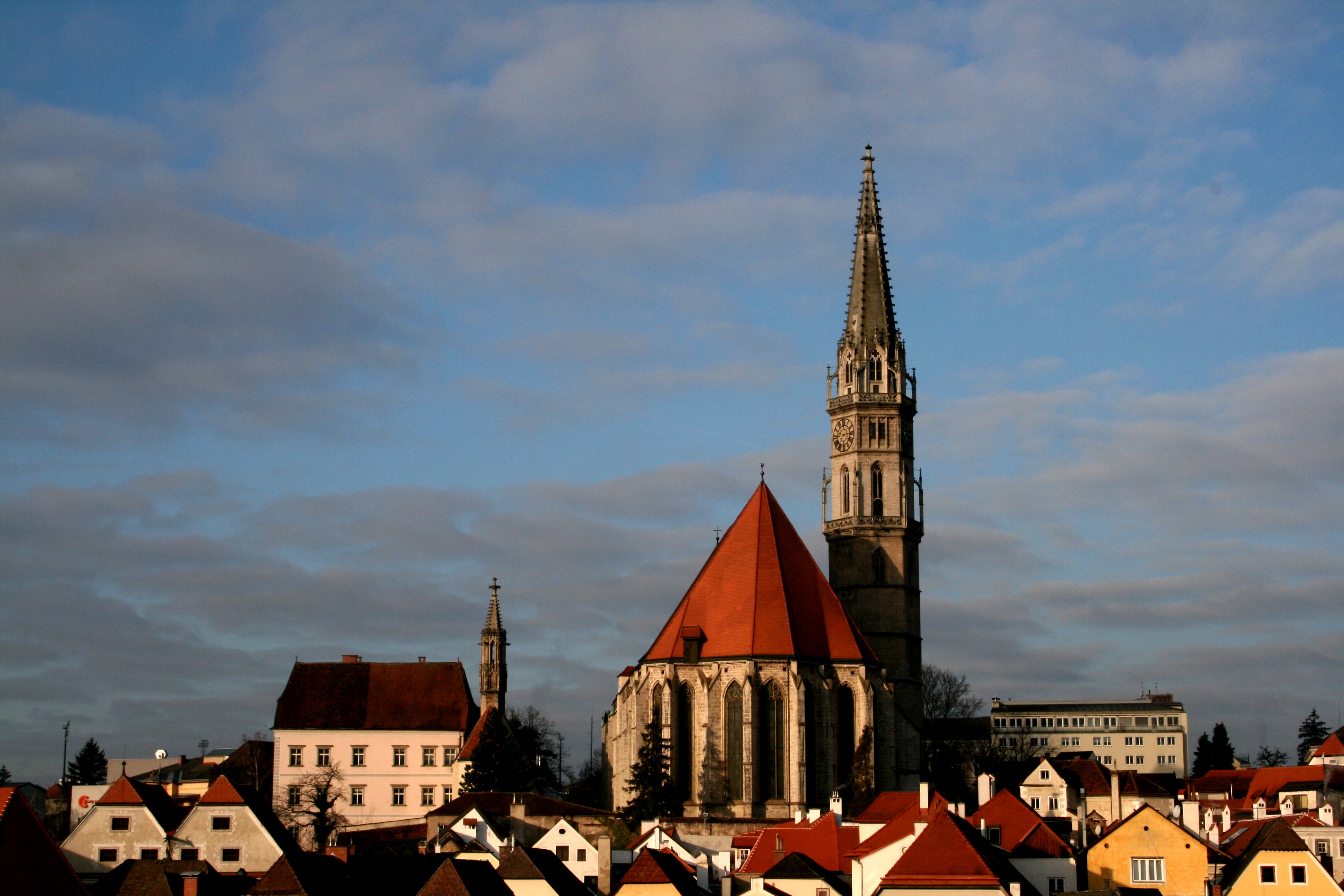
Die Stadtpfarrkirche in ihrem baulichen Umfeld, vom gegenüberliegenden Ennsufer gesehen
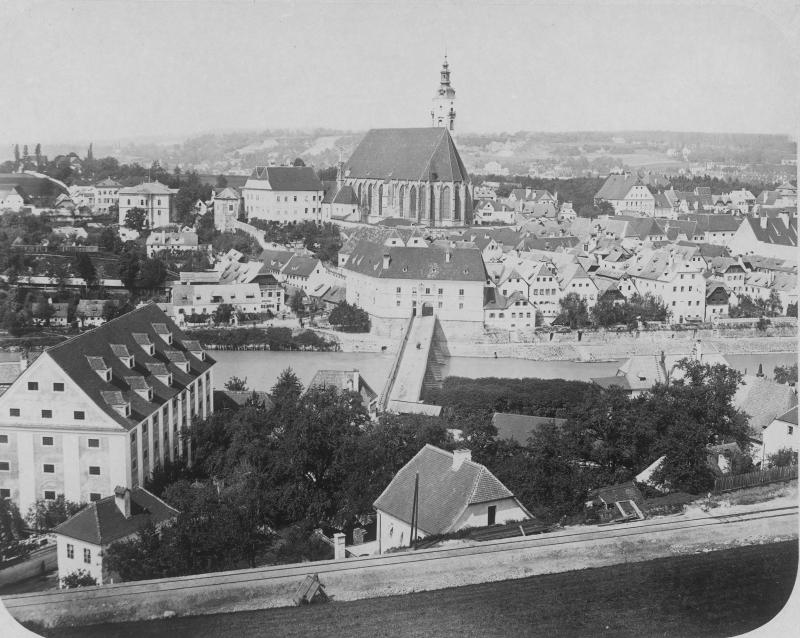
Ansicht von 1870, noch mit barockem Turmhelm